# Guyana francese
La Guyana francese o Guiana francese (AFI: /ɡuˈjana franˈt͡ʃeze/; in francese Guyane o Guyane française, pronuncia [ɡɥiˈjan fʁɑ̃ˈsɛːz]; in creolo guianese Lagwiyann) è una regione e un dipartimento d'oltremare della Francia nell'America meridionale, con codice INSEE 973, e una regione ultraperiferica dell'Unione europea.
Confina a sud e a est con il Brasile, a ovest con il Suriname e si affaccia a nord sull'Oceano Atlantico. Con una superficie di circa 85000 km², la Guyana rappresenta il più grande dei dipartimenti francesi per estensione, nonché il meno densamente popolato e quello con maggiore copertura boschiva (più del 96%). Il dipartimento guianese costituisce una delle nove regioni ultraperiferiche dell'Unione europea, della quale costituisce l'unico territorio in Sud America. Il capoluogo della Guyana francese è Caienna, sede della prefettura nonché della regione e del dipartimento, nell'ambito del quale rappresenta sia la città più popolosa sia quella con minore estensione territoriale.

## Etimologia
Il nome deriva dal termine arawak Wayana, dal significato di "terra ricca d'acqua".
Sebbene il nome ufficiale del dipartimento sia "Guyana", senza altre specificazioni, l'uso dell'aggettivo "francese" spesso è reso necessario per evitare confusione con altri Stati come la Guyana (in passato nota come Guyana britannica), il Suriname (in passato conosciuto come Guyana olandese), le regioni dell'ex Guayana brasiliana (in passato Guyana portoghese) e della Guayana venezuelana, o la regione storica francese della Guienna (Guiana in guascone e occitano).

## Storia
Le prime tracce di presenza umana nella Guyana francese risalgono all'incirca al VI millennio a.C. e consistono in alcune pitture rupestri e vasellame, appartenute a popoli vicini alle attuali tribù dei Wajãpi e degli Emerillon: alle stesse genti è ascrivibile l'inizio del processo di creazione delle aree fertili cosiddette di Terra preta, tipiche del bacino amazzonico, al fine di aumentare la produttività del terreno e quindi la densità abitativa.
Verso il III secolo, per motivazioni ancora poco chiare, si assistette a una migrazione da sud e da ovest di genti di lingua arawak (antenati degli attuali Arawak e Palikur), che s'insediarono lungo la fascia costiera scacciandone le popolazioni residenti, di lingua tupi-guaraní. Essi vennero a loro volta ricacciati verso l'interno dall'arrivo di popolazioni di lingua caribe (antenati degli attuali Caribe, Wayana e Galibi) verso la fine dell'VIII secolo: ultimamente, in base a ritrovamenti archeologici e resoconti storici, si è ipotizzato che il processo di migrazione delle genti di etnia Caribe in Guyana possa essere avvenuto molto più recentemente o almeno possa essere durato molto più a lungo di quanto si pensasse, in quanto ancora nel XVI secolo e fino al 1720 i portoghesi attestarono la presenza di tribù di etnia Wayana e Wayampi lungo il rio Xingu e nel Nord dell'Amazzonia. Probabilmente la migrazione di questi popoli verso nord è stata una scelta dettata dall'espansione coloniale verso l'interno dell'Amazzonia, con il carico di malattie e armi sconosciute agli indigeni che essa portava.
Il primo contatto con gli europei avvenne il 5 agosto 1498, quando le navi al comando di Cristoforo Colombo durante il terzo viaggio del navigatore genovese costeggiarono la regione, che venne denominata "la terra dei paria" e la cui popolazione litoranea fu stimata in 25000-30000 indigeni. Verso la fine dell'anno 1500, l'esploratore iberico Vicente Yáñez Pinzón reclamò per il Portogallo l'intera fascia costiera della Guyana fino all'Orinoco: tuttavia, questa regione non venne menzionata dal trattato di Tordesillas sulla spartizione del continente americano fra Spagna e Portogallo, sicché già nel 1503 la Francia v'inviò un piccolo gruppo di coloni, insediatosi sull'isola della Caienna, ma che fece ritorno in patria dopo pochi anni.
Per circa un secolo l'area, piuttosto inospitale, restò poco battuta, e si dovette attendere il 1604 prima che la regione venisse esplorata dal capitano Daniel de La Touche, che le diede il nome di France équinoxiale (Francia equinoziale).
Nel 1608 la costa guyanese venne visitata dalla spedizione Thornton, promossa da Ferdinando I di Toscana, nell'ambito di un progetto di colonizzazione italiana delle Americhe: per l'anno successivo era prevista la fondazione una colonia commerciale e un insediamento di coloni toscani nella zona della Caienna, che tuttavia non avvenne a causa della scomparsa del granduca, i cui discendenti trascurarono i progetti di espansione coloniale.
Nel 1616 e fino al 1626 gli olandesi fondano alcuni insediamenti permanenti alle foci dei fiumi della zona, come Essequibo, Berbice e Demerara. Nel 1624 venne registrato il primo tentativo francese di creare avamposti commerciali nella zona, patrocinato dal re Luigi XIII, che autorizzò l'insediamento di coloni originari della Normandia, e dalla delibera alla colonizzazione francese della Guyana di due anni dopo da parte del cardinale Richelieu. Questo tentativo venne però presto smorzato dalle truppe lusitane, che impugnarono il trattato di Tordesillas: la Francia tuttavia non perse le speranze e nuovi tentativi di colonizzazione si ebbero nel 1630 (quando venne fondata una colonia sul fiume Sinnamary presieduta da Constant d'Aubigné, futuro suocero di Luigi XIV) e nel 1643, quando Charles Poncet de Brétigny giunse in Guyana alla testa di quattrocento coloni, comprando dai Galibi una collina alla foce del fiume Caienna alla quale diede il nome di Mont Cépérou in onore del capotribù locale, e sulla quale venne edificato un forte (per l'appunto denominato Fort Cépérou) e un insediamento stabile, con alcune piccole piantagioni, dal quale ebbe origine Caienna, attuale capitale del dipartimento. Anche questi ultimi tentativi, tuttavia, si rivelarono poco fruttuosi, con i coloni costretti ad abbandonare la zona a causa dell'ostilità delle tribù locali (che si ribellarono in più riprese ai soprusi da parte dei coloni, la cui intenzione era di ridurle in schiavitù) e dell'insalubrità del clima, tant'è vero che già nel 1648 a Fort Cépérou non rimanevano che venticinque coloni. Contemporaneamente, gli inglesi fondano Paramaribo, con il nome di Fort Willoughby.

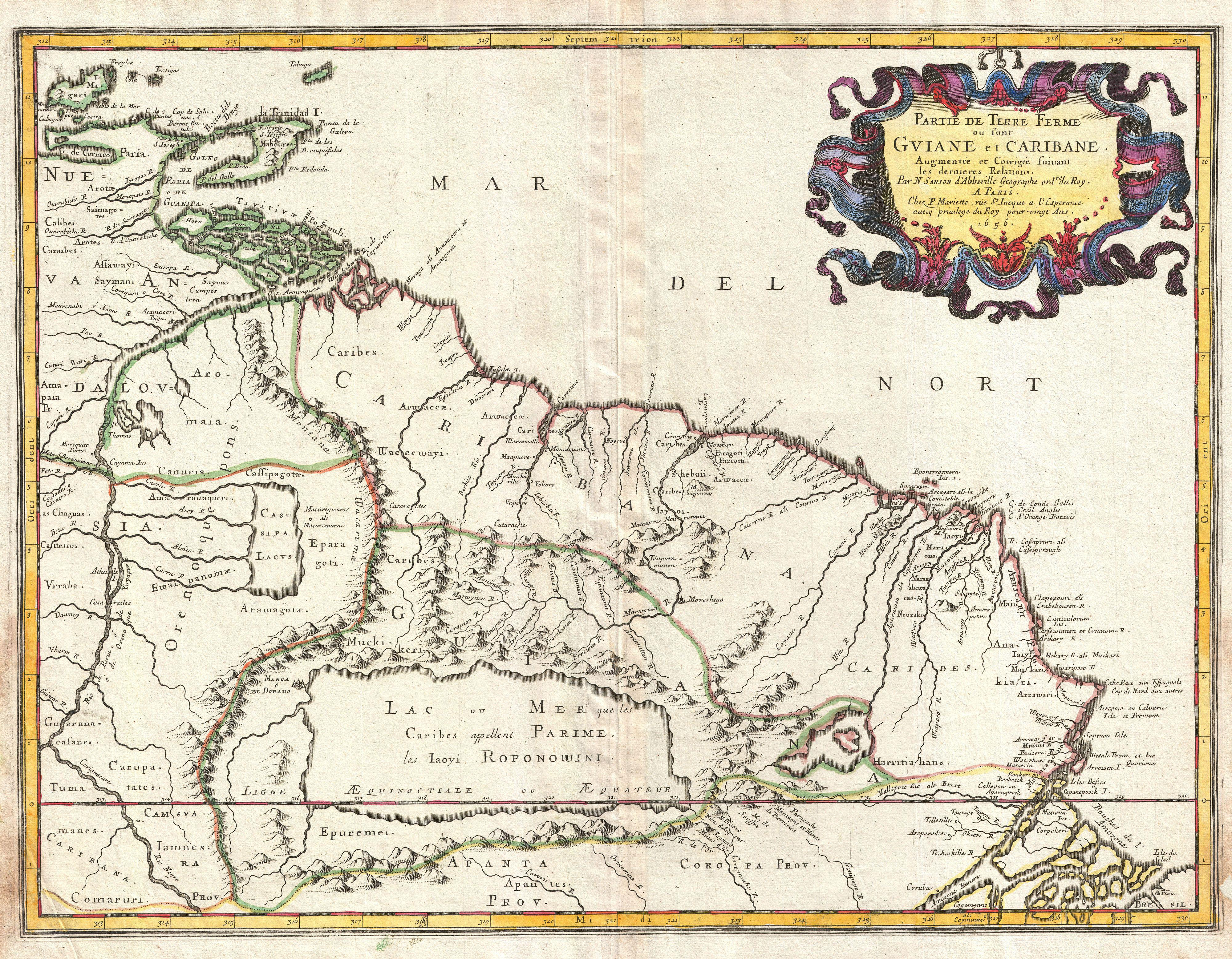
Mappa della Guiana risalente al 1656

Il 29 settembre 1652 i "dodici signori" della Compagnia della Francia Equinoziale sbarcarono alla foce del fiume Mahury con 800 uomini, trovandovi i pochi superstiti dell'insediamento di Brétigny: il mese successivo venne catturato un barcone con a bordo quattordici neri lusofoni, che vennero insediati a Remire-Montjoly e rappresentano il primo caso di tratta degli schiavi africani in Guyana. Sempre nel 1652 venne organizzata una nuova spedizione comprendente 650 coloni e capeggiata da Balthazar de Royville, i quali, mal equipaggiati e falcidiati da malattie e indigeni, dopo appena un anno furono costretti a fuggire in Suriname.
Nel 1654 un gruppo di profughi del Brasile olandese, in maggioranza ebrei, visitando la zona scoprì ciò che rimaneva dell'insediamento abbandonato di Fort Cépérou, scegliendo d'insediarvisi. Nell'insediamento, situato dove oggi sorge Remire-Montjoly, sorgono piantagioni di canna da zucchero e mulini per la produzione di zucchero di canna, e nel 1658 vi giunsero anche un certo numero di ebrei livornesi, mentre non è noto se oltre alla comunità ebraica vi fossero degli schiavi. Contemporaneamente, anche l'Inghilterra cercò di espandersi sul territorio, che venne però rilevato il 12 settembre 1659 dalla Compagnia olandese delle Indie occidentali. Un missionario francese, padre Labat, descrisse la zona come "un forte, una sinagoga, una piantagione di canna da zucchero, alcuni mulini molto buoni e fra i 300 e i 400 ebrei". La maggior parte dei coloni, tuttavia, decise di spostarsi in Suriname (allora colonia inglese), mentre solo 60-80 di essi rimasero nell'insediamento, al fine di continuare a far funzionare i mulini.
Nel 1662 si registrò un nuovo arrivo in Guyana di circa ottocento coloni francesi, ma solo un anno dopo gli olandesi non trovarono nessun abitante europeo e vi si insediarono nuovamente. Nel 1664 i francesi fondarono un nuovo insediamento nei pressi di Sinnamary con ben 1200 coloni: la colonia parve prosperare grazie alla produzione di achiote, indaco, cotone, canna da zucchero, caffè, vaniglia e spezie, tuttavia essa subì l'attacco degli olandesi a circa un anno dalla fondazione. Nel 1667 l'area venne invasa dall'Inghilterra, con Remire-Montjoly completamente rasa al suolo per ordine del generale Willoughby: contemporaneamente, gli olandesi invasero Paramaribo, rinominandola Fort Zeelandia. Con il trattato di Breda, firmato il 31 luglio dello stesso anno, gli inglesi annessero Nieuw Amsterdam ribattezzandola New York, mentre gli olandesi guadagnarono il Suriname: l'ammiraglio Jean II d'Estrées, frattanto, riconquistò la Guyana per conto della Francia. Gli olandesi occuparono nuovamente la zona nel 1676, salvo poi ritirarsi e lasciarla alla Francia.
Nel 1713, con il trattato di Utrecht, il fiume Marowijne divenne ufficialmente la frontiera occidentale della colonia della Guyana francese: contemporaneamente, la Francia rinunciò a ogni rivendicazione sul bacino amazzonico, lasciandolo al Portogallo, tuttavia le dispute territoriali fra i due Paesi sulle zone di confine continuarono fino ai giorni nostri. A partire dal 1750 numerose tribù amerindie amazzoniche si stabilirono in Guyana, mentre nel 1762 avvenne l'espulsione dei Gesuiti dalla colonia per decreto del re Luigi XV.

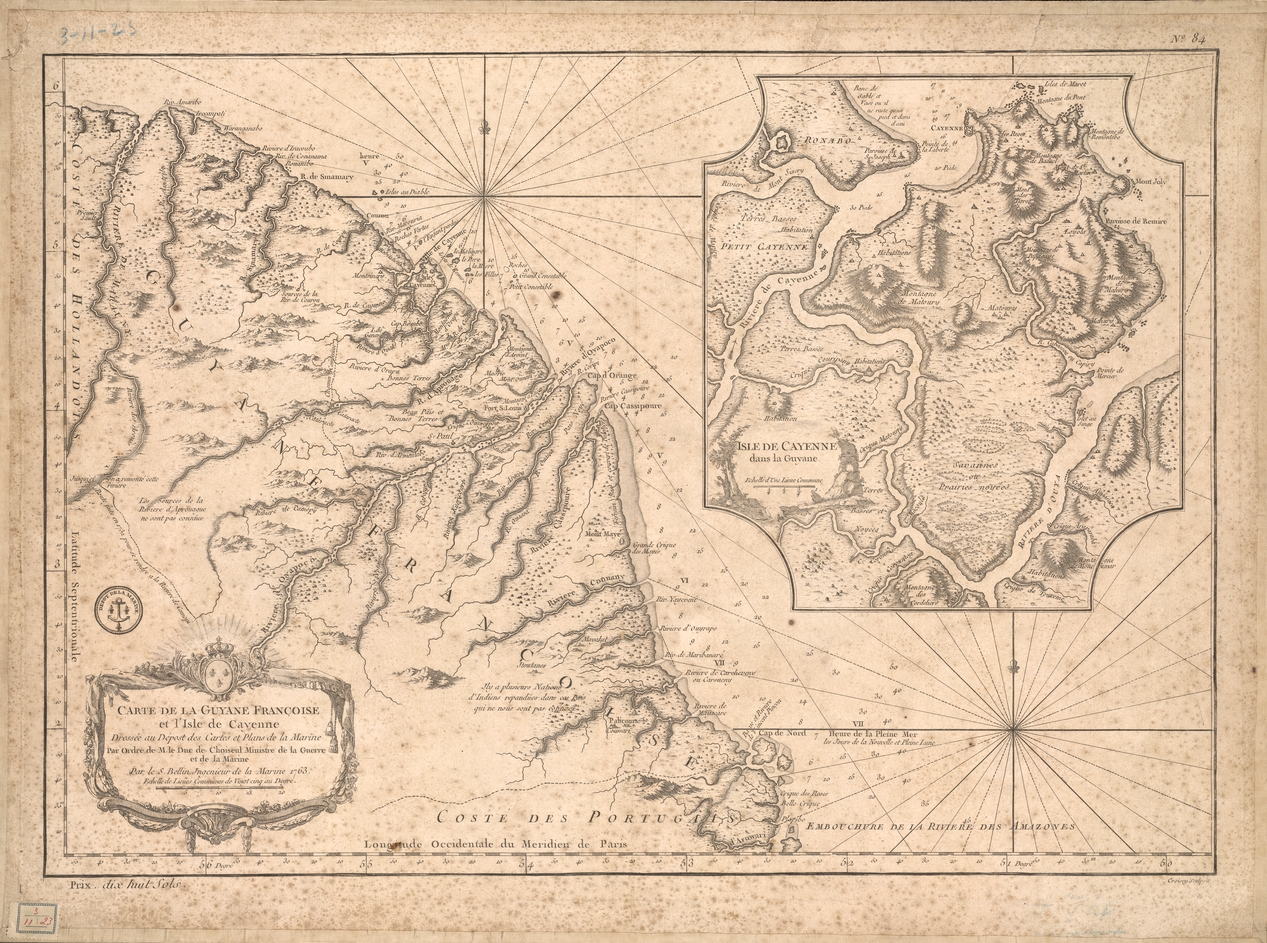
Mappa francese della colonia di Guyana, risalente al 1763

Con la pace di Parigi dell'anno seguente, la Francia si vide privata della maggior parte delle proprie colonie americane, con l'eccezione proprio della Guyana e di alcune isole minori: Luigi XV e il primo ministro Choiseul cercarono di favorire l'insediamento massiccio di coloni nella zona soprattutto attraverso la propaganda, in cui questi luoghi venivano descritti come un paradiso ricco di risorse (soprattutto minerarie) e di opportunità. Tale martellante propaganda fece sì che nel 1764 partì da Rochefort un contingente di circa 15000 coloni, dei quali la maggior parte (12000) era costituita da persone originarie dell'Alsazia-Lorena, diretto a Kourou, dove i coloni giunsero nel pieno della stagione delle piogge. Delle migliaia di persone giunte in Guyana, la maggior parte perì in poco tempo a causa della durezza delle condizioni di vita, delle malattie tropicali (malaria, dissenteria, febbre gialla, sifilide) e degli attacchi dei nativi: le poche centinaia di superstiti (circa sessanta famiglie), a un anno e mezzo dall'arrivo, si rifugiarono su un gruppo di isolette poco al largo, che vennero denominate Îles du Salut ("isole della salvezza" in lingua francese), salvo poi fare ritorno verso la madrepatria. Dopo questo grave smacco per il governo francese, con la nomina a governatore della colonia di Pierre-Victor Malouet, coadiuvato dall'ingegnere di origini svizzere Jean Samuel Guisan (che aveva già lavorato in Suriname), la Guyana conobbe un periodo di prosperità e di sviluppo urbanistico, basato sulla riforma dell'agricoltura, che durò fino alla Rivoluzione francese.
A partire dal 1792 la Caienna divenne un luogo di confino per i nemici politico-religiosi e per i personaggi scomodi della rivoluzione. Sebbene il ruolo ufficiale di colonia penale vera e propria verrà preso solo mezzo secolo più tardi, e la fondazione del primo bagno penale non avvenne prima del 1805, a Sinnamary, già nel 1794, 193 dei seguaci di Robespierre vennero deportati nella colonia dopo la decapitazione del proprio leader. Tre anni dopo, essi (o almeno i 54 rimasti a causa dell'alto tasso di mortalità e delle undici evasioni) verranno raggiunti dal generale repubblicano Jean-Charles Pichegru e da numerosi ex deputati e giornalisti. Anche Pichegru riuscì a fuggire, raggiungendo gli Stati Uniti e facendo successivamente ritorno in Francia, dove però venne catturato nuovamente e giustiziato per alto tradimento verso Napoleone Bonaparte. Di fatto i deportati in Guyana sostituirono gli schiavi neri (liberati dall'abolizione della schiavitù) durante la Prima Repubblica francese, la cui assenza rischiava di fare collassare l'economia locale, che proprio sulla schiavitù si basava: già nel 1802, il console Jean-Jacques Régis de Cambacérès ristabilì la schiavitù (sotto forma di "coscrizione di quartiere") per coloro i quali nelle colonie non se n'erano affrancati precedentemente all'abolizione: buona parte della popolazione di colore non accettò questo stato di cose, decidendo di rifugiarsi nella foresta dell'entroterra, dove diede vita alle comunità di cimarroni, le prime delle quali sorsero sulle rive del fiume Maroni).
Nel 1809, durante le guerre napoleoniche, dopo la sconfitta francese nella battaglia di Trafalgar, la Guyana francese venne occupata da un contingente navale anglo-portoghese e annessa al Brasile, salvo poi essere formalmente riconsegnata alla Francia con il primo trattato di Parigi, con le truppe lusitane che sgomberarono l'area solo tre anni più tardi, senza peraltro turbare nel frattempo la vita quotidiana della colonia, che in seguito conobbe una grande prosperità grazie all'esportazione di prodotti pregiati e al piano di sviluppo promosso dal governatore Joseph Guisan.
A partire dal 1828 cominciò l'opera delle suore di San Giuseppe di Cluny, che sotto l'egida di Anne-Marie Javouhey cercano di riscattare gli schiavi neri e di trovare loro un lavoro da uomini liberi nella regione di Mana: l'opera delle religiose venne favorita dal deputato repubblicano Victor Schoelcher, che con il decreto del 27 aprile 1848, approvato il 4 novembre dello stesso anno, sancì l'abolizione definitiva della schiavitù da parte della Francia. L'editto, che dichiarava liberi anche gli schiavi stranieri che mettevano piede su suolo francese, provocò una massiccia immigrazione di schiavi provenienti dalle piantagioni del Brasile, che causò tensioni fra i due Paesi, culminate nel 1851 con lo sconfinamento in territorio francese di alcuni proprietari terrieri brasiliani decisi a riprendere circa duecento schiavi in fuga.
La fine della schiavitù, pratica che riguardava in precedenza almeno 13 000 persone a fronte dei circa 19 000 abitanti totali della colonia, rischiò di provocare il collasso dell'economia della colonia a causa alla carenza di manodopera nelle piantagioni (che in quel periodò causò la rovina di numerosi proprietari terrieri): per questo motivo, venne incoraggiata a partire dal 1853 l'immigrazione di manodopera proveniente da India e Sud-est asiatico (i cosiddetti coolie).

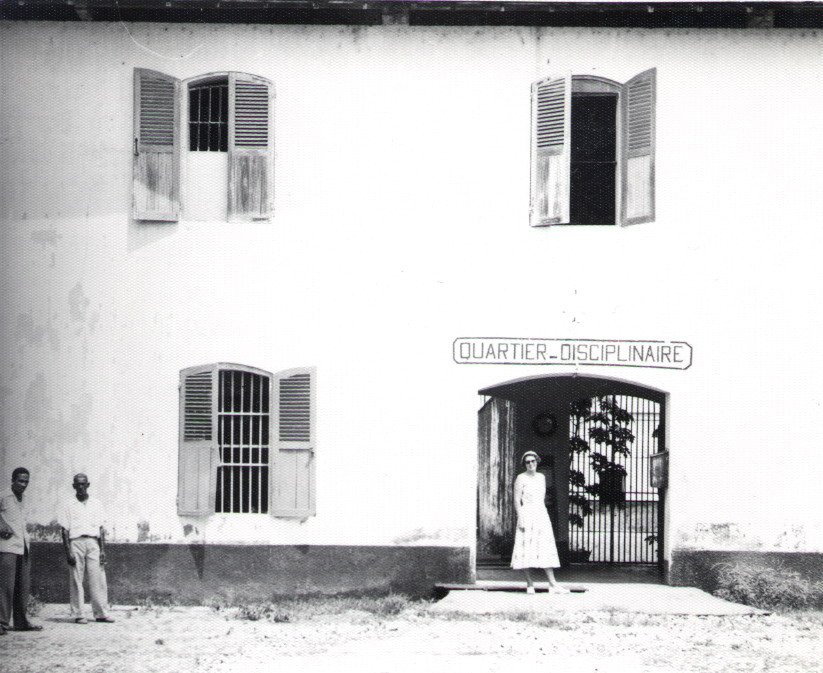
Quartiere Disciplinaire a Saint-Laurent-du-Maroni, nel 1954

Nel 1852, per lo stesso motivo, la Guyana francese venne inoltre adibita da Napoleone III a colonia penale: a partire dal 1854, cominciò la costruzione dei bagni penali alla Caienna, sull'Isola del Diavolo e a Saint-Laurent-du-Maroni, che divenne il centro amministrativo del sistema di deportazione, dove giungevano le navi cariche di detenuti e dove avveniva il loro smistamento verso i vari campi di lavoro forzato. Mentre l'entroterra veniva riservato ai criminali comuni, le Îles du Salut divennero tristemente famose come destinazione dei prigionieri politici e degli internati in isolamento, e nel corso della loro storia (conclusasi solo nel 1951) ospitarono fra gli altri personaggi divenuti celebri come Alfred Dreyfus e Henri Charrière.
Nel 1855, in un affluente del fiume Approuague, nell'entroterra, venne scoperto l'oro da Félix Couy: questo evento portò a un massiccio flusso migratorio proveniente principalmente dalle Antille francesi, che durò fino alla seconda guerra mondiale e che portò all'estrazione di alcune tonnellate del prezioso metallo, ma anche alla decimazione della popolazione amerindia e a dispute territoriali su vaste regioni di confine con il Brasile e la Guyana olandese. Tali dispute vennero quasi completamente risolte (sebbene permanga una disputa con il Suriname su una piccola regione occidentale) con vari arbitrati nel 1891 (presieduto dallo zar di Russia e con il quale la Guyana perse una regione aurifera di circa 25 000 chilometri quadrati), nel 1899, nel 1915 e nel 1935 (quando venne assegnato al dipartimento un bacino aurifero di circa 6 000 chilometri quadrati dal Suriname). Sul finire del XIX secolo si ebbe la creazione della Repubblica della Guyana Indipendente (République de la Guyane indépendante, conosciuta anche con il nome della capitale Counani), Stato filo-francese dalla vita molto breve che confluì in massima parte nel Brasile con un arbitrato definitivo nel 1900, presieduto dal governo svizzero, che fissò la frontiera franco-brasiliana sul fiume Oyapock. Nel 1938 una commissione mista francese, olandese e brasiliana stabilì il punto di confine fra i tre Stati.
Nel 1860 venne stabilita la libertà di navigazione sul fiume Maroni. Nel 1885, al duplice scopo di alleggerire le carceri della madrepatria e di incrementare la popolazione nella colonia, il parlamento francese approvò una legge che dichiarava relégué ciascun cittadino, maschio o femmina, il quale aveva o avesse ricevuto più di tre condanne per furto di più di tre mesi cadauna: i relégués, dopo sei mesi di prigionia, erano liberi d'insediarsi sul territorio guianese. Questo espediente tuttavia si risolse in un fallimento quasi totale, in quanto i detenuti non erano generalmente in grado di guadagnarsi da vivere in un ambiente così ostile una volta liberi, e molti di essi venivano uccisi rapidamente dalle malattie. Si stima che nel corso dell'attività della colonia penale, siano giunti in Guyana francese circa 90 000 uomini e 2 000 donne, almeno un terzo dei quali deceduto prima del termine della pena. Le condizioni dei deportati vennero denunciate dal giornalista Albert Londres e dal deputato Gaston Monnerville a partire dal 1923, colpendo l'opinione pubblica e portando all'emanazione nel 1938 di una legge che proibiva la deportazione e il lavoro forzato, attività che cessarono tuttavia solo nel 1946, dopo la fine della seconda guerra mondiale, e con l'ultimo prigioniero rimpatriato in Francia il 1º aprile 1953: la chiusura delle carceri causò una nuova stagnazione dell'economia locale e un'ondata migratoria verso la madrepatria.
Nel 1930 venne creato il territorio dell'Inini, corrispondente alla stragrande maggioranza della regione, con l'eccezione della fascia costiera: esso venne tuttavia abolito nel 1946. Durante la seconda guerra mondiale, sebbene vasti strati della popolazione parteggiassero per Charles de Gaulle, il governo guyanese rimase formalmente fedele al Governo di Vichy fino al marzo del 1943. Il 19 marzo 1946 la Guyana francese divenne un dipartimento della Francia, e vennero varate importanti riforme sanitarie per fare fronte all'elevatissimo tasso di mortalità. L'economia della regione rimase largamente deficitaria, il flusso migratorio verso la Francia metropolitana era imponente e nel 1961 si contavano in Guyana 33 000 abitanti in tutto.
Nel 1963 prese piede l'idea di costruire in Guyana un centro spaziale in sostituzione di quello algerino di Colomb-Béchar: la decisione definitiva venne presa da Charles de Gaulle nel 1964 considerando numerosi fattori (posizione a cavallo dell'equatore, assenza di cicloni e di attività sismica rilevante, prossimità al mare, scarsa densità di popolazione), e un anno dopo venne posta nei pressi di Kourou la prima pietra del Centre spatial guyanais (CSG), che divenne operativo nel 1968 e che ancora oggi rappresenta il più importante centro spaziale europeo e una fonte primaria d'introiti per la Guyana francese.
Nel 1976 venne varato il Plan Vert ("piano verde"), con l'obiettivo di incrementare la produzione e creare posti di lavoro, obiettivo centrato solo parzialmente. A partire dal 1982, nell'ambito di un progetto di decentralizzazione delle competenze statali, la Guyana ottiene maggiore autonomia e divenne dipartimento d'oltremare. Nello stesso periodo si è assistito all'ascesa del Parti Socialiste Guyanais di stampo prettamente socialista, parallelamente allo sviluppo di un movimento autonomista (ma in genere non indipendentista) sempre più radicato, che ha portato a numerose manifestazioni, alcune delle quali anche violente (1996, 1997 e 2000).
Durante gli anni novanta e con l'entrata nell'Unione europea la Guyana ha raggiunto una certa prosperità, attraendo flussi migratori dai Paesi circostanti e incrementando la propria popolazione fino a circa 230 000 unità.

## Geografia

### Geografia fisica

Carta fisica della Guyana francese

La Guyana francese è situata nella porzione nord-orientale dell'America meridionale, fra il 2º e il 6º parallelo nord di latitudine e fra il 51º e il 53º meridiano ovest di longitudine.
Il territorio guyanese può essere diviso in due zone topografiche distinte:
- una stretta fascia costiera settentrionale, denominata terres basses, che si estende nel nord del Paese per qualche decina di km verso l'interno. Essa rappresenta una piana alluvionale di circa 450 000 ettari d'estensione, di altitudine media inferiore ai trenta metri e ricoperta perlopiù di savane e paludi;
- una parte interna detta terres hautes, costituente oltre il 95% della superficie totale, comprendente una parte del massiccio della Guiana e rappresentata da rocce di antichissima formazione, con presenza di colline e di modesti rilievi (altezza media 100–200 m) specialmente nel Sud del Paese (monti Tumuk Humak);

La massima elevazione della Guyana francese è rappresentata dal Monte Bellevue de l'Inini (851 m), nel comune di Maripasoula: altri rilievi sono il Sommet Tabulaire (830 m), il Massiccio del Mitaraka (690 m) e il Monte Saint-Marcel (635 m).
A poca distanza dalla costa sono presenti alcune piccole isole perlopiù disabitate, distinte nel gruppo delle Îles du Salut, nel gruppo delle Îles du Connétable, nel gruppo degli Îlets de Rémire e in alcune altre isole minori.

#### Idrografia
Le abbondanti precipitazioni e la relativa impermeabilità del suolo fanno sì che la Guyana francese sia ricchissima di fiumi, corsi d'acqua e aree paludose.
I fiumi maggiori sono il Marowijne (lungo 520 km, che delimita il confine occidentale con il Suriname), l'Oyapock (che delimita il confine orientale con il Brasile), l'Approuague e il Mana, che per secoli hanno rappresentato le uniche vie di penetrazione verso l'interno del Paese.
Il lago di maggiori dimensioni è il bacino artificiale di Petit-Saut, con un'estensione di 350chilometri quadrati.

#### Clima
La posizione praticamente a cavallo dell'equatore e l'accesso al mare fanno sì che la Guyana francese presenti, secondo la classificazione dei climi di Köppen, un clima di tipo equatoriale umido molto stabile, con variazioni di temperatura legate alle oscillazioni della zona di convergenza intertropicale: la temperatura media annuale è di circa 26 °C, con differenze fra le medie del mese più caldo e di quello più freddo inferiori ai 2 °C. Generalmente l'escursione termica è più evidente nelle zone dell'interno che sulla costa.
In Guyana francese possono essere distinte quattro stagioni:
- una "grande" stagione delle piogge, che va dalla fine di aprile alla metà di agosto;
- una "grande" stagione secca, che va dalla metà di agosto a novembre;
- una "piccola" stagione delle piogge, dalla fine di novembre a febbraio;
- una "piccola" stagione secca (detta anche petit été de mars, "piccola estate di marzo"), durante il mese di marzo.

Le precipitazioni medie fra i 2 000 e i 4 000 mm annui fanno della Guyana francese uno dei luoghi più umidi del mondo e uno dei posti in cui la disponibilità d'acqua dolce è maggiore (dopo Groenlandia e Alaska): il picco delle piogge cade generalmente fra maggio e giugno.

### Geografia politica
La Guyana francese confina a ovest con il Suriname (dal quale è separata dal fiume Marowijne), a sud e a est con lo Stato brasiliano dell'Amapá (dal quale è separata a sud dai monti Tumuk Humak e a est dal fiume Oyapock), mentre a nord si affaccia sull'oceano Atlantico.
La Guyana francese è allo stesso tempo una regione e un dipartimento d'oltremare della Francia, rappresentando peraltro il più esteso dei dipartimenti francesi in assoluto: assieme alla Guadalupa e a Martinica, essa va a formare il Dipartimento francese d'America (DFA, Département français d'Amérique).

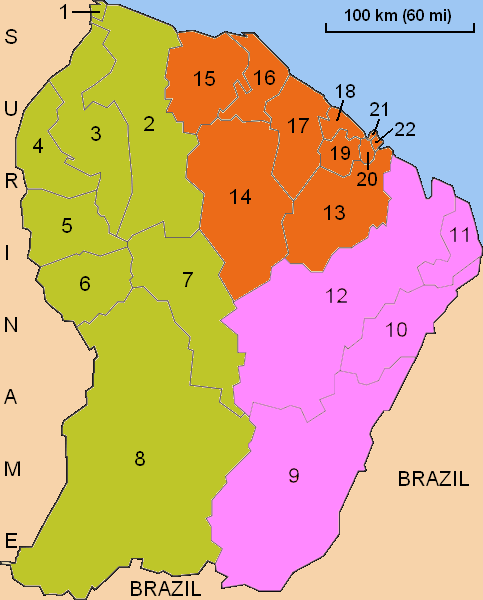
Suddivisione amministrativa della Guyana francese

Si divide in due arrondissement, 19 cantoni e 22 comuni, alcuni dei quali suddivisi a loro volta in villaggi:
Arrondissement di Saint-Laurent-du-Maroni

1. Awala-Yalimapo

2. Mana

3. Saint-Laurent-du-Maroni

4. Apatou

5. Grand-Santi

6. Papaïchton

7. Saül

8. Maripasoula

Arrondissement di Caienna

9. Camopi

10. Saint-Georges-de-l'Oyapock

11. Ouanary

12. Régina

13. Roura

14. Saint-Élie

15. Iracoubo

16. Sinnamary

17. Kourou

18. Macouria

19. Montsinéry

20. Matoury

21. Caienna, capoluogo

22. Rémire-Montjoly

Arrondissement di Caienna
- Cantone di Approuague-Kaw
- Cantone di Caienna-Nord-Ovest
- Cantone di Caienna-Nord-Est
- Cantone di Caienna-Sud-Ovest
- Cantone di Caienna-Centre
- Cantone di Caienna-Sud
- Cantone di Caienna-Sud-Est
- Cantone di Iracoubo
- Cantone di Kourou
- Cantone di Macouria
- Cantone di Matoury
- Cantone di Montsinéry-Tonnegrande
- Cantone di Remire-Montjoly
- Cantone di Roura
- Cantone di Saint-Georges-de-l'Oyapock
- Cantone di Sinnamary

Arrondissement di Saint-Laurent-du-Maroni
- Cantone di Mana
- Cantone di Maripasoula
- Cantone di Saint-Laurent-du-Maroni

Il capoluogo nonché la città più popolosa è Caienna, con circa 60 000 abitanti, mentre il comune con maggiore estensione (non solo nel dipartimento, ma nell'intera Francia) è Maripasoula, con 18 761 km².

## Geologia

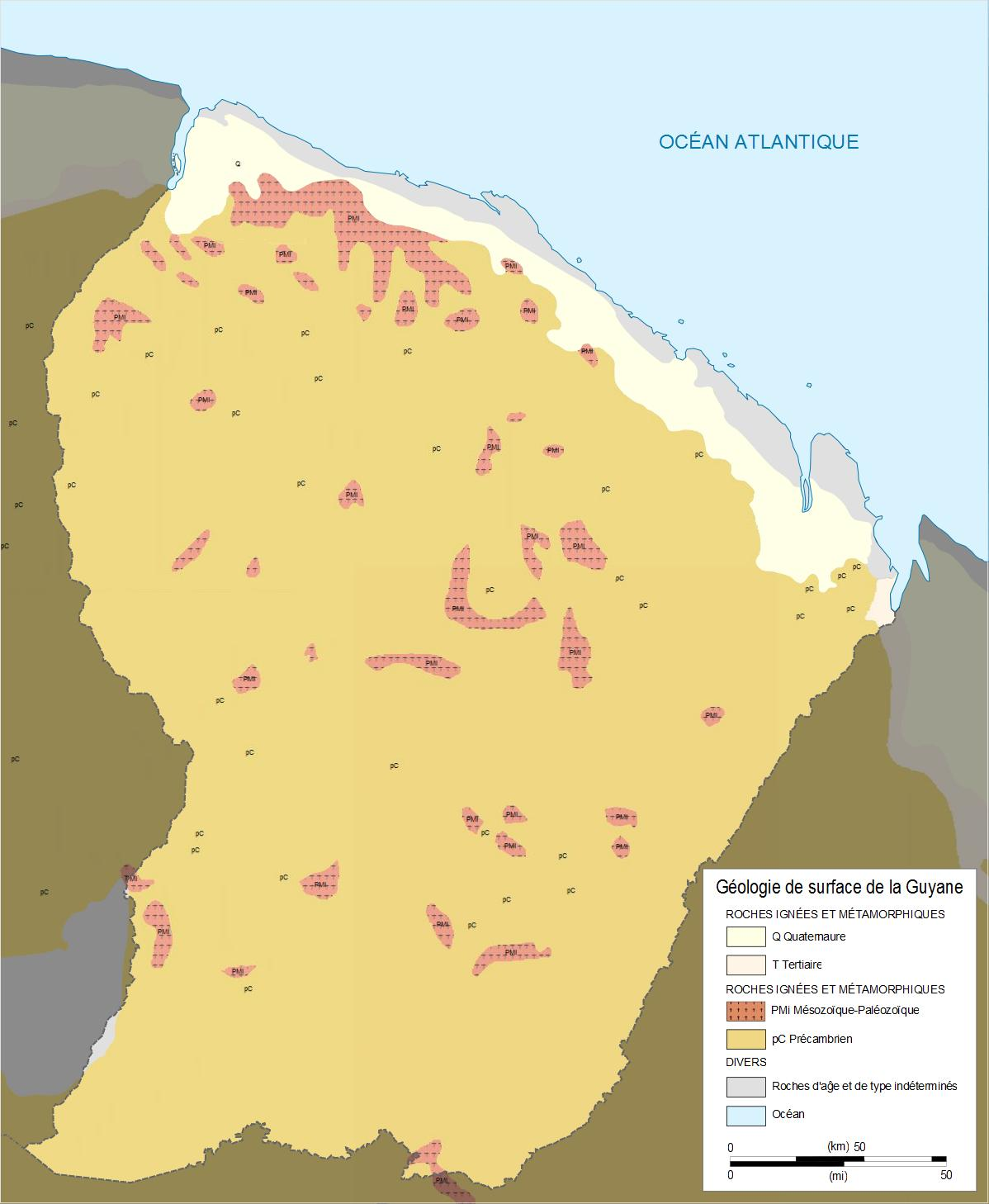
Carta geologica della Guyana francese

La Guyana francese sorge per la massima parte sul massiccio della Guiana, antichissima catena montuosa quasi totalmente spianata dall'erosione, che ha quasi completamente rimosso gli strati di roccia sedimentaria (presente perlopiù lungo la fascia costiera), lasciando affiorare dolci colline o bassipiani di roccia metamorfica e plutoni granitici o di shale, risalenti al Precambriano.
La particolare geologia del luogo spiega la ricchezza di minerali nel sottosuolo (oro, bauxite, tantalite).

## Popolazione

### Evoluzione demografica
Nel gennaio 2012, la Guyana francese aveva una popolazione stimata di 239 450 persone, la maggior parte delle quali concentrate nelle città costiere (metà della popolazione del dipartimento si concentra nella sola Caienna) e in parte anche lungo il corso dei fiumi principali: a questi, si somma un numero di clandestini che varia a seconda delle fonti fra i 30 000 e i 60 000. La densità abitativa media dell'intero dipartimento è di circa 2,8 persone per chilometro quadrato, la più bassa fra le regioni della Francia: nell'area della Caienna essa s'impenna raggiungendo i 2 725 abitanti per km², e in generale i valori di densità di popolazione lungo la fascia costiera sono all'incirca decuplicati (19 abitanti/km²) rispetto alla media regionale, tanto ancora largamente inferiore rispetto alla media nazionale francese.
Secondo un censimento del 2010 solo il 56,8% degli abitanti della Guyana francese vi era anche nato: il 9,3% dei restanti era originario della Francia metropolitana, il 3% nelle Antille francesi e il 30% in altri Paesi (principalmente Suriname, Haiti e Brasile).
La composizione etnica del territorio si rivela estremamente eterogenea e conta circa una cinquantina di gruppi etnici differenti: tuttavia, risulta piuttosto arduo fare stime precise, in quanto i sondaggi francesi non tengono conto di fattori come etnia e colore della pelle.
Fra questi, si segnalano:
- i creoli, rappresentanti il gruppo etnico più numeroso, composto dai discendenti degli schiavi africani, mescolatisi in misura più o meno alta con i coloni francesi. Le stime circa la consistenza numerica del gruppo creolo variano a seconda del fatto che si includano o meno nel conto le persone nate nel dipartimento: si ritiene infatti che, comprendendo anche gli immigrati (perlopiù haitiani, che costituiscono la prima comunità straniera nel paese con oltre ventimila regolari presenti, e antillani), i creoli arrivino a rappresentare il 60-70% del totale degli abitanti della Guyana, mentre escludendoli la quota scenda al 30-50%;
- gli europei (principalmente francesi, detti métros, ma anche olandesi, inglesi e portoghesi), che costituiscono il 14% della popolazione[17] e occupano principalmente posti nell'amministrazione pubblica o nel settore spaziale;
- i sudamericani, giunti in maniera massiccia a partire dagli anni sessanta, principalmente dal Brasile (almeno diecimila censiti, la terza comunità d'immigrati nel dipartimento, più un numero almeno pari di irregolari, principalmente cercatori d'oro nel Sud), dal Suriname (i cui immigrati regolari costituiscono almeno il 10% della popolazione guianese e rappresentano la prima comunità straniera nel dipartimento, giunti in massa a partire dalla guerra civile del Suriname);[18]
- le comunità asiatiche: hmong (circa duemila persone discendenti dei cinquecento giunti dal Laos il 6 settembre 1977 su invito di Valéry Giscard d'Estaing, concentrati a Cacao e Roura), cinesi (circa il 3,2% della popolazione, provenienti soprattutto dallo Zhejiang, da Hong Kong e da Taiwan,[19] attivi soprattutto come commercianti),[20] libanesi (fra cui anche assiri, attivi nel settore turistico), indiani, indonesiani;
- le tribù amerindie, il cui numero è stimato in 6 000-10 000 persone.[21] Esse sono rappresentate da tre gruppi:
  - Wajãpi ed Emerillon di lingua tupi-guaraní, presenti nel Sud del Paese;
  - Arawak e Palikur di lingua arawak, presenti nell'area di Saint-Laurent-du-Maroni;
  - Caribe, Wayana e Galibi di lingua caribe, i primi due presenti nell'interno e gli ultimi nella sua porzione nord-occidentale;
- le comunità formate dai discendenti dei cimarroni sfuggiti alla schiavitù nel XVIII-XIX secolo, conosciuti come bushinengue e suddivisi in varie tribù (paramaccani, saramaccani, Aluku, Djuka, Kwinti, Matawai), che contano fra le 4 000 e le 10 000 persone, quasi tutte concentrate lungo il corso del fiume Marowijne e in misura minore lungo i corsi dei fiumi principali;

| Etnia                             | Numero | Quota |
| --------------------------------- | ------ | ----- |
| Neri e creoli (mulatti e meticci) | 97 000 | 41,8% |
| Métros (francesi)                 | 20 000 | 8,7%  |
| Haitiani                          | 20 000 | 8,7%  |
| Surinamensi                       | 15 000 | 6,5%  |
| Cinesi Hakka                      | 13 000 | 5,7%  |
| Indiani                           | 9 800  | 4,3%  |
| Djuka                             | 9 700  | 4,2%  |
| Brasiliani bianchi                | 7 300  | 3,2%  |
| Saramaccani                       | 4 900  | 2,1%  |
| Brasiliani meticci                | 4 700  | 2,0%  |
| Hmong                             | 3 700  | 1,6%  |
| Giavanesi                         | 2 500  | 1,1%  |
| Kali'na                           | 1 500  | 0,7%  |
| Libanesi                          | 1 200  | 0,5%  |
| Wayampi                           | 1 000  | 0,4%  |
| Wayana                            | 800    | 0,3%  |
| Peruviani                         | 700    | 0,3%  |
| Emerillon                         | 600    | 0,3%  |
| Palikur                           | 500    | 0,2%  |
| Arawak                            | 400    | 0,2%  |

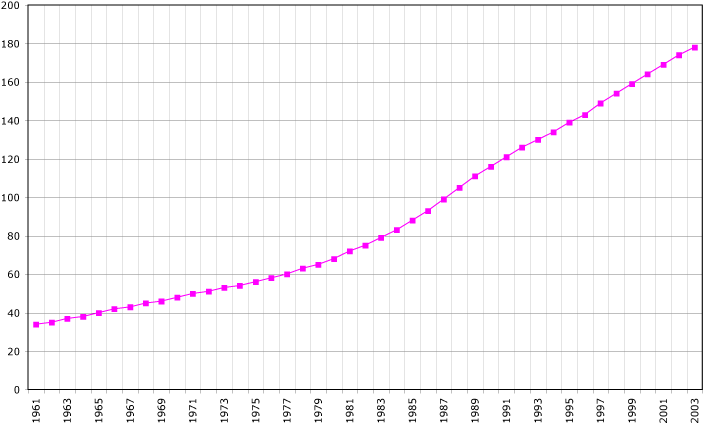
Evoluzione demografica dal 1960 al 2003

La popolazione guianese appare in costante aumento, al punto che alcune stime prevedono l'aumento della popolazione fino a 425 000-60 000 persone entro il 2030: ciò è dovuto sia grazie all'alto tasso di crescita (il più alto dell'intera Francia dopo Mayotte, con un tasso di fecondità totale di 3,44 figli per donna) sia all'altrettanto alto tasso d'immigrazione dai Paesi confinanti.
Come conseguenza di un tasso di natalità molto alto (26,4‰) la popolazione guianese è perlopiù di giovane età, con un'età media di 28,6 anni e il 43,3% della popolazione di età inferiore ai 20 anni e solo l'1,7% dei guianesi ha più di 75 anni.
Per contro il tasso di mortalità infantile è maggiore in Guyana francese rispetto che nella Francia metropolitana, pur essendo diminuito negli ultimi cinque anni dal 12 al 10,1‰.
La speranza di vita alla nascita è di 76,2 anni per gli uomini e 82,8 anni per le donne.
|      | Popolazione in migliaia | Nati vivi | Morti | Incremento / decremento | Tasso di natalità assoluto in migliaia | Tasso di mortalità assoluto in migliaia | Incremento / decremento in migliaia | Tasso di fecondità totale |
| ---- | ----------------------- | --------- | ----- | ----------------------- | -------------------------------------- | --------------------------------------- | ----------------------------------- | ------------------------- |
| 1936 | 24                      | 355       | 554   | - 199                   | 14,8                                   | 23,1                                    | -8,3                                |                           |
| 1937 | 24                      | 408       | 487   | - 79                    | 17,0                                   | 20,3                                    | -3,3                                |                           |
| 1938 | 24                      | 381       | 649   | - 268                   | 15,9                                   | 27,0                                    | -11,2                               |                           |
| 1939 | 24                      | 333       | 499   | - 166                   | 13,9                                   | 20,8                                    | -6,9                                |                           |
| 1940 | 24                      | 436       | 505   | - 69                    | 18,2                                   | 21,0                                    | -2,9                                |                           |
| 1941 | 24                      | 437       | 626   | - 189                   | 18,2                                   | 26,1                                    | -7,9                                |                           |
| 1942 | 24                      | 453       | 733   | - 280                   | 18,9                                   | 30,5                                    | -11,7                               |                           |
| 1943 | 24                      | 422       | 702   | - 280                   | 17,6                                   | 29,3                                    | -11,7                               |                           |
| 1944 | 24                      | 474       | 627   | - 153                   | 19,8                                   | 26,1                                    | -6,4                                |                           |
| 1945 | 24                      | 620       | 539   | 81                      | 25,8                                   | 22,5                                    | 3,4                                 |                           |
| 1946 | 24                      | 515       | 596   | - 81                    | 21,5                                   | 24,8                                    | -3,4                                |                           |
| 1947 | 24                      | 539       | 623   | - 84                    | 22,5                                   | 26,0                                    | -3,5                                |                           |
| 1948 | 25                      | 529       | 547   | - 18                    | 21,2                                   | 21,9                                    | -0,7                                |                           |
| 1949 | 25                      | 607       | 471   | 136                     | 24,3                                   | 18,8                                    | 5,4                                 |                           |
| 1950 | 25                      | 590       | 384   | 206                     | 23,6                                   | 15,4                                    | 8,2                                 |                           |
| 1951 | 26                      | 558       | 383   | 175                     | 21,5                                   | 14,7                                    | 6,7                                 |                           |
| 1952 | 27                      | 781       | 462   | 319                     | 30,0                                   | 17,8                                    | 12,3                                |                           |
| 1953 | 27                      | 720       | 426   | 294                     | 26,7                                   | 15,8                                    | 10,9                                |                           |
| 1954 | 28                      | 900       | 378   | 522                     | 32,1                                   | 13,5                                    | 18,6                                |                           |
| 1955 | 29                      | 941       | 377   | 564                     | 32,6                                   | 13,0                                    | 19,5                                |                           |
| 1956 | 29                      | 949       | 411   | 538                     | 32,1                                   | 13,9                                    | 18,2                                |                           |
| 1957 | 30                      | 993       | 426   | 567                     | 33,0                                   | 14,2                                    | 18,8                                |                           |
| 1958 | 31                      | 940       | 404   | 536                     | 30,9                                   | 13,3                                    | 17,6                                |                           |
| 1959 | 31                      | 1 043     | 460   | 583                     | 34,1                                   | 15,0                                    | 19,1                                |                           |
| 1960 | 32                      | 1 026     | 451   | 575                     | 31,4                                   | 13,8                                    | 17,6                                |                           |
| 1961 | 34                      | 1 066     | 487   | 579                     | 31,8                                   | 14,5                                    | 17,3                                |                           |
| 1962 | 35                      | 1 041     | 410   | 631                     | 30,1                                   | 11,8                                    | 18,2                                |                           |
| 1963 | 36                      | 1 118     | 446   | 672                     | 31,1                                   | 12,4                                    | 18,7                                |                           |
| 1964 | 38                      | 1 213     | 399   | 814                     | 32,0                                   | 10,5                                    | 21,5                                |                           |
| 1965 | 39                      | 1 161     | 403   | 758                     | 29,0                                   | 10,1                                    | 19,0                                |                           |
| 1966 | 41                      | 1 244     | 401   | 843                     | 29,5                                   | 9,5                                     | 20,0                                |                           |
| 1967 | 43                      | 1 281     | 376   | 905                     | 29,2                                   | 8,6                                     | 20,6                                |                           |
| 1968 | 45                      | 1 390     | 408   | 982                     | 30,4                                   | 8,9                                     | 21,5                                |                           |
| 1969 | 47                      | 1 424     | 431   | 993                     | 30,0                                   | 9,1                                     | 20,9                                |                           |
| 1970 | 49                      | 1 584     | 385   | 1 199                   | 32,2                                   | 7,8                                     | 24,4                                |                           |
| 1971 | 50                      | 1 600     | 400   | 1 200                   | 31,4                                   | 7,8                                     | 23,5                                |                           |
| 1972 | 52                      | 1 670     | 399   | 1 271                   | 31,7                                   | 7,6                                     | 24,1                                |                           |
| 1973 | 54                      | 1 473     | 418   | 1 055                   | 27,1                                   | 7,7                                     | 19,4                                |                           |
| 1974 | 55                      | 1 529     | 435   | 1 094                   | 27,4                                   | 7,8                                     | 19,6                                |                           |
| 1975 | 57                      | 1 476     | 408   | 1 068                   | 25,6                                   | 7,1                                     | 18,5                                |                           |
| 1976 | 59                      | 1 439     | 415   | 1 024                   | 24,2                                   | 7,0                                     | 17,2                                |                           |
| 1977 | 61                      | 1 476     | 463   | 1 013                   | 24,0                                   | 7,5                                     | 16,4                                |                           |
| 1978 | 63                      | 1 568     | 470   | 1 098                   | 24,5                                   | 7,4                                     | 17,2                                |                           |
| 1979 | 65                      | 1 704     | 454   | 1 250                   | 25,7                                   | 6,9                                     | 18,9                                |                           |
| 1980 | 68                      | 1 933     | 468   | 1 465                   | 28,1                                   | 6,8                                     | 21,3                                |                           |
| 1981 | 71                      | 2 092     | 428   | 1 664                   | 29,3                                   | 6,0                                     | 23,3                                |                           |
| 1982 | 74                      | 2 379     | 492   | 1 887                   | 31,6                                   | 6,5                                     | 25,1                                |                           |
| 1983 | 78                      | 2 314     | 489   | 1 825                   | 28,9                                   | 6,1                                     | 22,8                                |                           |
| 1984 | 83                      | 2 319     | 491   | 1 828                   | 27,3                                   | 5,8                                     | 21,5                                |                           |
| 1985 | 87                      | 2 482     | 501   | 1 981                   | 27,6                                   | 5,6                                     | 22,0                                |                           |
| 1986 | 93                      | 2 392     | 491   | 1 901                   | 25,2                                   | 5,2                                     | 20,0                                |                           |
| 1987 | 99                      | 2 700     | 550   | 2 150                   | 27,2                                   | 5,6                                     | 21,7                                |                           |
| 1988 | 105                     | 3 000     | 550   | 2 450                   | 28,5                                   | 5,2                                     | 23,2                                |                           |
| 1989 | 111                     | 3 300     | 550   | 2 750                   | 29,6                                   | 4,9                                     | 24,7                                |                           |
| 1990 | 117                     | 3 606     | 594   | 3 012                   | 30,8                                   | 5,1                                     | 25,7                                |                           |
| 1991 | 122                     | 3 922     | 583   | 3 339                   | 32,2                                   | 4,8                                     | 27,4                                |                           |
| 1992 | 126                     | 4 045     | 568   | 3 477                   | 32,0                                   | 4,5                                     | 27,5                                |                           |
| 1993 | 131                     | 4 113     | 578   | 3 535                   | 31,5                                   | 4,4                                     | 27,1                                |                           |
| 1994 | 135                     | 4 235     | 625   | 3 610                   | 31,5                                   | 4,6                                     | 26,8                                |                           |
| 1995 | 139                     | 4 264     | 548   | 3 716                   | 30,7                                   | 3,9                                     | 26,7                                |                           |
| 1996 | 143                     | 4 367     | 544   | 3 823                   | 30,4                                   | 3,8                                     | 26,6                                |                           |
| 1997 | 148                     | 4 453     | 568   | 3 885                   | 30,1                                   | 3,8                                     | 26,2                                |                           |
| 1998 | 153                     | 4 696     | 614   | 4 082                   | 30,6                                   | 4,0                                     | 26,6                                |                           |
| 1999 | 159                     | 4 907     | 648   | 4 259                   | 30,9                                   | 4,1                                     | 26,8                                | 3,87                      |
| 2000 | 165                     | 5 149     | 634   | 4 515                   | 31,2                                   | 3,8                                     | 27,4                                | 3,93                      |
| 2001 | 172                     | 5 137     | 678   | 4 459                   | 29,9                                   | 3,9                                     | 25,9                                | 3,79                      |
| 2002 | 179                     | 5 276     | 665   | 4 611                   | 29,4                                   | 3,7                                     | 25,7                                | 3,73                      |
| 2003 | 187                     | 5 553     | 721   | 4 832                   | 29,7                                   | 3,9                                     | 25,8                                | 3,77                      |
| 2004 | 195                     | 5 312     | 719   | 4 593                   | 27,3                                   | 3,7                                     | 23,6                                | 3,47                      |
| 2005 | 202                     | 5 998     | 705   | 5 293                   | 29,7                                   | 3,5                                     | 26,2                                | 3,79                      |
| 2006 | 208                     | 6 276     | 711   | 5 565                   | 30,1                                   | 3,4                                     | 26,7                                | 3,80                      |
| 2007 | 214                     | 6 386     | 690   | 5 696                   | 29,8                                   | 3,2                                     | 26,6                                | 3,73                      |
| 2008 | 220                     | 6 247     | 762   | 5 485                   | 28,4                                   | 3,5                                     | 24,9                                | 3,57                      |
| 2009 | 225                     | 6 171     | 699   | 5 472                   | 27,4                                   | 3,1                                     | 24,3                                | 3,49                      |
| 2010 | 231                     | 6 083     | 773   | 5 310                   | 26,3                                   | 3,3                                     | 23,0                                | 3,40                      |
| 2011 | 237                     | 6 259     | 714   | 5 545                   | 26,4                                   | 3,0                                     | 23,4                                | 3,44                      |
| 2012 | 243                     | 6 609     | 789   | 5 820                   | 27,2                                   | 3,2                                     | 23,9                                |                           |

### Religione

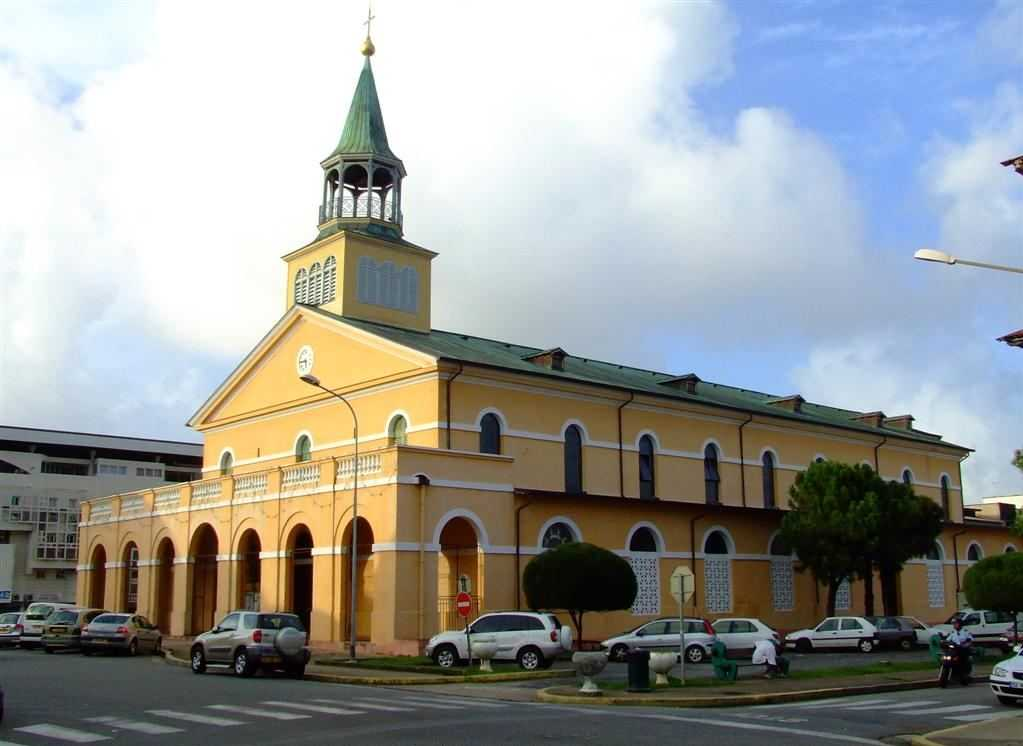
La Cattedrale del SS. Salvatore a Caienna

La religione più diffusa è il cattolicesimo romano, che in seguito al Concordato del 1801 viene retribuito direttamente dal Consiglio Generale del dipartimento, per un ammontare annuo di circa 800 000 € distribuito fra le 27 parrocchie. Il cattolicesimo è diffuso soprattutto fra la popolazione creola, fra gli immigrati dell'America Latina e fra gli hmong.
A Kourou è inoltre presente fin dal 1970 una chiesa protestante, mentre nella capitale vi è una moschea con imam, oltre a una sinagoga: vi è presente anche una comunità induista piuttosto nutrita, tuttavia il cattolicesimo resta largamente maggioritario. I cimarroni e parte degli amerindi conservano i loro culti tradizionali.

### Lingue e dialetti
Trattandosi di un dipartimento francese la Guyana adotta come unica lingua ufficiale il francese, che è la lingua predominante nella comunicazione, nei media ed è conosciuto dalla stragrande maggioranza della popolazione.
Oltre al francese nel territorio viene parlata anche una lingua creola, il creolo della Guyana francese, piuttosto simile al creolo antillano e utilizzato soprattutto dai creoli.
Si contano inoltre sei lingue native americane, parlate dagli amerindi in base al proprio gruppo di appartenenza (arawak, palikur, caribe, wayana, wayampi e emerillon), oltre a quattro dialetti cimarroni (saramaccano, paramaccano, aluku, ndyuka). Le varie comunità d'immigrati tendono a parlare in ambiente familiare la propria lingua di appartenenza.

## Ordinamento

### Amministrazione
Come parte integrante della Francia la Guyana francese è parte anche dell'Unione europea, della quale rappresenta la porzione esterna all'Europa dall'estensione maggiore dal 1984 (quando la Groenlandia optò per l'uscita dalla UE) e uno dei tre territori speciali non insulari, assieme a Ceuta e Melilla.
Per lo stesso motivo il capo di Stato e il capo del governo del territorio sono rispettivamente il Presidente della Repubblica francese e il Primo ministro francese, i quali vengono rappresentati da un prefetto con sede a Caienna.
A livello nazionale la Guyana francese è rappresentata nell'Assemblea Nazionale da due deputati e due senatori, dei quali uno rappresenta i comuni di Caienna e Makuria e l'altro i rimanenti.
A livello di regione la Guyana francese è presieduta da un consiglio regionale di 34 membri, mentre a livello di dipartimento essa conta 19 consiglieri provinciali (uno per cantone), che si riuniscono nel consiglio generale: ambedue i consigli sono elettivi e hanno una durata di mandato di sei anni. In virtù della particolare condizione amministrativa della Guyana francese (regione e dipartimento allo stesso tempo), il 24 gennaio 2010 si è tenuto un referendum volto a fondere i due consigli in un'unica assemblea, denominata collectivité unique ("collettività unica"), referendum approvato con il 57,49% dei voti (tasso di partecipazione del 27,44%).
Ciascuno dei 22 comuni è diretto da un sindaco; nel caso di comuni particolarmente estesi (come Maripasoula e Camopi) esiste un'ulteriore suddivisione in villaggi, retti da un capitano (capitaine de village).

### Politica
La scena politica guianese è dominata dal PSG (Partito Socialista Guianese): altri partiti rappresentati sono l'UMP (Union pour un Mouvement Populaire, Walwari, l'FDG (Forze Democratiche di Guiana), i Verdi e il MDES (Movimento di decolonizzazione ed emancipazione sociale) a base indipendentista.
A partire dal primo gennaio del 2012 è stata inoltre rimessa in funzione la Corte d'appello della Caienna, soppressa nel 1947: durante il periodo 1947-2012, per le questioni concernenti questa istituzione, era necessario rivolgersi alla corte di Fort-de-France a Martinica. Anche il tribunale amministrativo guianese è attualmente del tutto autonomo, con la presenza di due (in passato uno) magistrati.

### Forze armate e pubblica sicurezza
Attualmente in Guyana francese sono presenti circa 1 900 militari, con un aumento degli effettivi a 2 800 che era previsto entro l'ottobre del 2014.
Fra le forze presenti sul territorio si segnalano:
- III reggimento straniero di fanteria (3eme REI) della Legione straniera, di stanza a Kourou;
- IX reggimento di fanteria marina (9eme RIMa) a La Madeleine, Caienna;
- Il reggimento RSMAG del service militaire adapté, di stanza a Saint-Jean-du-Maroni, con un distaccamento anche alla Caienna;
- Le forze di polizia e di gendarmerie nationale, che contano sedici brigate, di stanza a Caienna, Remire-Montjoly, Cacao, Régina, Saint-Georges-de-l'Oyapock, Camopi, Macouria, Kourou, Sinnamary, Iracoubo, Mana, Saint-Laurent-du-Maroni, Apatou, Grand-Santi, Papaïchton, Maripasoula e Matoury.

Sono inoltre presenti distaccamenti di altri corpi d'armata:
- Un plotone dell'Armée de l'air di stanza nella base aerea 367 (Caienna-Rochambeau);
- Un plotone della Marine nationale di stanza a Dégrad des Cannes (Remire-Montjoly);
- Un distaccamento della brigata dei pompieri di Parigi di stanza a Kourou, a protezione del Centro spaziale guyanese.

## Sanità
In virtù della posizione equatoriale della Guyana francese nel dipartimento sono frequenti malattie tipiche di climi umidi e tropicali, come la malaria, la dengue, la febbre gialla (per la quale è necessario il vaccino da parte di aspiranti visitatori) e la tubercolosi.
Le difficoltà d'accesso a fonti d'acqua potabile trattata da parte di numerose comunità, con il conseguente rifornimento da acque fluviali, sono inoltre alla base di aumenti periodici dell'incidenza di malattie enteriche.
Gli indici di mortalità perinatale, materna e infantile rimangono ancora molto alti, paragonabili a quelli osservabili in alcuni Paesi in via di sviluppo.
La Guyana francese vanta inoltre il triste primato di dipartimento con maggiore incidenza dell'AIDS, che qui è quasi decupla rispetto alla media nazionale francese.

## Criminalità
Nel 2013 è emerso da alcuni rapporti che il tasso di delinquenza comune (violenza, teppismo) in Guyana francese è il più alto dell'intera Francia, con un tasso di omicidi paragonabile a quello di altri paesi come Brasile e Guyana e un numero di reati di tipo economico/finanziario secondo solo alla Corsica.

## Media e comunicazioni
In ambito radio-televisivo è molto forte la presenza di Guyane 1ère, branca locale di France Télévisions: sono inoltre presenti i canali televisivi tipici della Francia metropolitana (France 2, France 3 Toutes Régions, France 4, France 5, France 24, France Ô, arte), anche adattati al fuso orario locale (Canal+ Guyane), oltre ad altri canali indipendenti locali (KTV Guyane, CanalSat Caraïbes, fino al 2010 anche Antenne Créole Guyane) e alcuni canali stranieri (come i programmi della rete brasiliana Globo).
Per quanto riguarda la radio oltre alla già citata Guyane 1ère sono presenti anche NRJ Guyane e Trace.FM.
Per quanto riguarda la stampa il principale quotidiano locale è France-Guyane, mentre molto venduto è anche La semaine guyanaise, settimanale che concede molto spazio anche alla programmazione TV e agli annunci. È presente anche un bimestrale d'informazione sulle istanze della comunità amerindia, denominato OKRA.MAG.
L'area litorale ha accesso a internet tramite linea ADSL: attualmente, è in progetto l'accesso a internet per tutti i comuni del dipartimento, grazie all'utilizzo di satelliti e di punti Wi-Fi. Il dominio di primo livello nazionale locale è .gf, tuttavia la maggior parte dei siti locali tende a utilizzare il dominio .fr.
La rete telefonica è presente e ben diffusa anche a livello domestico nell'area litorale, mentre nelle zone interne ci si affida a cabine telefoniche (assenti a Montsinéry-Tonnegrande e Saül, oltre che nelle comunità amerindie e di cimarroni) e alla telefonia satellitare, la cui presenza è obbligatoria negli istituti scolastici.

## Economia
L'economia guianese è giudicata in via di sviluppo, in quanto ampiamente dipendente dagli aiuti economici della madrepatria e dal Centro spaziale guyanese di Kourou, che produce da solo quasi un quarto del PIL del dipartimento e impiega oltre l'1% della sua forza lavoro: il settore più sviluppato rimane il primario.
Il PIL della Guyana francese è stimato in 3,145 miliardi di euro (14 100 € pro capite, ventisettesima regione francese per PIL e undicesima in America meridionale), in crescita del 3,2%.
La manodopera conta 70 701 persone. Dal 2004 la Guyana è oggetto di una certa crescita dell'occupazione, specialmente nel settore estrattivo e delle costruzioni: ciononostante il tasso di disoccupazione rimane estremamente alto (oltre il 21%, in calo però rispetto ai primi anni 2000 quando sfiorava il 30%).

### Settore primario

#### Agricoltura e allevamento
Il suolo della Guyana francese è molto acido ed estremamente povero di sostanze organiche e di nutrienti, fattori questi che limitano fortemente l'agricoltura su larga scala e hanno portato gli abitanti a praticare tradizionalmente l'addebbiatura per fertilizzare almeno parzialmente le aree da adibire alla piantumazione. Soprattutto nella zona di confine con il Brasile, sono stati scoperti siti di terra preta in cui la fertilità è assai maggiore per motivi antropogenici, e sono in corso studi per verificare il motivo di tale accresciuta fertilità e di replicabilità del sistema di arricchimento del suolo.
La superficie agricola utilizzata è stimata in 24 570 ettari: circa un terzo di essa viene coltivata in maniera tradizionale, mentre il restante viene coltivato in maniera meccanizzata, soprattutto da parte della minoranza hmong, per la produzione di frutta e legumi, principalmente nelle regioni costiere. A Saint-Laurent-du-Maroni sussiste una piantagione di canna da zucchero per la locale distilleria.
La risicoltura si concentra nei polder situati nella zona di Mana, per un totale di circa 4 000 ettari e una resa di 4-5 tonnellate per ettaro: il riso viene anche esportato nell'area caraibica e in Suriname, tuttavia la produzione di questo cereale appare in netta flessione a causa di problemi fitosanitari.
La produzione di carne suina è stimata in 441 tonnellate (pari al 24% della richiesta totale), mentre quella vaccina si attesta attorno alle 303 tonnellate (20% del totale): gli allevamenti si concentrano a Macouria, mentre l'unico mattatoio della Guyana francese si trova a Rémire-Montjoly, con un secondo in fase di costruzione a Mana e un terzo (dedicato essenzialmente al pollame) in fase di progettazione.

#### Risorse boschive
Lo sfruttamento delle risorse boschive è una delle principali risorse della Guyana francese. Oltre il 95% del dipartimento (oltre 8 milioni di ettari), infatti, è coperto dalla foresta pluviale e la quasi totalità del patrimonio boschivo è di proprietà del demanio, che si riserva la gestione del Parco amazzonico della Guyana francese e dà in gestione il rimanente (2,4 milioni di ettari) all'ONF che ne gestisce e ne regolamenta lo sfruttamento.
La filiera conta 210 imprese censite, dando impiego a un migliaio di persone, e dimostra di essere in crescita costante.

#### Pesca

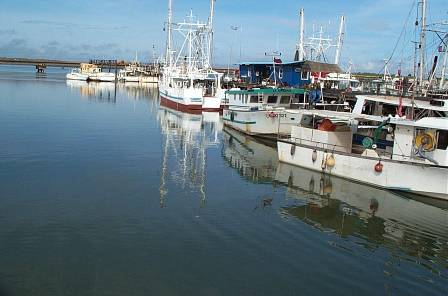
Pescherecci ormeggiati al porto di Larivot

La pesca produce da sola i tre quarti delle esportazioni della Guyana francese, è essenzialmente di tipo marittimo e riguarda soprattutto lutiani e gamberi (quest'ultima in flessione a causa dell'abbandono da parte di alcune grandi compagnie del settore): le flotte di pescherecci salpano dal porto di Larivot, che rappresenta il nono porto dell'intera Francia per tonnellaggio di pescato.

#### Risorse minerarie
L'estrazione aurifera rappresenta la seconda voce per importanza nell'economia guianese, con un volume di oltre 50 milioni di euro di prodotto esportati annualmente. L'estrazione mineraria viene gestita da una trentina di società riconosciute: esiste inoltre una vasta comunità (stimata in 5 000-8 000 persone) di garimpeiros, cercatori d'oro clandestini provenienti perlopiù dal Brasile o dal Suriname che operano illegalmente nelle aree interne del territorio, spesso utilizzando metodi di sfruttamento estremamente dannosi per l'ecosistema e sottraendo fra le 5 e le 10 tonnellate annue del prezioso metallo all'estrazione legale, per un totale di 120-220 milioni di dollari. Per contrastare i cercatori d'oro illegali, il governo francese ha dato il via a una serie di operazioni di sorveglianza e repressione (Operation Harpie, Operation Anaconda), a volte anche in sinergia con forze di altri Paesi.
Nel settembre del 2011, inoltre, a circa 150 km al largo di Caienna, in direzione nord-est, è stato individuato un pozzo di petrolio: il pozzo, situato a circa 8 km di profondità (2 000 m d'acqua e 5 711 m di roccia), è stato battezzato Zaedyus e contiene attorno ai 300 milioni di barili di petrolio del tipo "non convenzionale". Le prime trivellazioni effettuate dalla Royal Dutch Shell nel dicembre del 2012 e nell'aprile del 2013, tuttavia, non hanno ancora dato modo di confermare questi dati, e anzi sono emersi presunti brogli nei procedimenti per l'ottenimento dei visti necessari da parte della compagnia petrolifera, che sono costati le dimissioni al ministro dell'ecologia Nicole Bricq

#### Elettricità
La diga di Petit-Saut ospita una centrale idroelettrica che alimenta molti comuni del litorale: Kourou, Sinnamary, Iracoubo, Saint-Laurent-du-Maroni e la Caienna, la quale riceve energia anche dalla centrale termoelettrica di Dégrad-Des-Cannes. Il comune di Saint-Georges-de-l'Oyapock riceve energia dalla vicina centrale idroelettrica di Saut-Maripa, mentre i comuni dell'interno raggiungono l'autosufficienza energetica attraverso l'utilizzo di gruppi elettrogeni e pannelli fotovoltaici: alcuni villaggi periferici, infine non sono affatto serviti da rete elettrica.

### Settore secondario

#### Costruzioni
Il settore delle costruzioni è in rapida ascesa in Guyana francese, grazie alla continua richiesta di nuovi alloggi dovuta alla forte crescita demografica del dipartimento negli ultimi anni e all'espansione dell'attività spaziale.

#### Attività spaziale
Il Centre spatial guyanais, ubicato a Kourou, fin dalla sua costruzione (avvenuta nel 1979) è stato utilizzato per l'assemblaggio e il lancio dei razzi Ariane e Vega. Nonostante il settore sia in crescita (complice anche il progetto di costruzione di una nuova rampa di lancio del Sojuz a Sinnamary) il suo peso sull'economia del dipartimento è in diminuzione, grazie alla diversificazione in atto delle attività economiche: se infatti nel 1994 il CSG copriva da solo il 26% del PIL, nel 2003 esso ne rappresentava il 16%.

### Settore terziario

#### Amministrazione e servizi pubblici
La maggior parte dei guyanesi trova impiego nell'amministrazione pubblica: il solo centro ospedaliero Andrée Rosemon impiega 1 467 persone.
Sul territorio guyanese sono presenti diciotto discariche, delle quali solo due autorizzate dal governo francese: questa situazione è costata al governo francese richiami e sanzioni da parte della Corte di giustizia dell'Unione europea.
I servizi postali sono presenti in tutte le città della zona costiera, mentre in alcuni comuni dell'interno (Ouanary, Saint-Élie, Apatou, Grand-Santi, Papaïchton) non è presente un ufficio postale e in altri, sempre nell'entroterra (Awala-Yalimapo, Mana, Montsinéry-Tonnegrande, Régina), manca anche lo sportello automatico.

#### Commercio
Il settore commerciale è dominato dalla ristorazione e dalla distribuzione alimentare ed è in mano alla comunità asiatica, tant'è vero che nel gergo locale i piccoli negozi di alimentari vengono chiamati familiarmente chinois ("cinesi"). Negli ultimi anni, a questi piccoli esercizi commerciali si sono sommati alcuni centri commerciali: il primo aperto nel 2005 a Caienna, il secondo a Remire-Montjoly nel 2008, un ipermercato Carrefour nel 2011 in zona Collery, e un polo commerciale denominato Family Plaza nel 2013, munito di un cinema multisala (sei sale, delle quali due munite di tecnologia 3D), numerosi negozi in franchising e di una zona palestra di circa 1 000 metri quadrati.
Entro il 2015 era prevista la costruzione a Kourou di un secondo ipermercato Carrefour, con annesso un centro medico e un hotel Ibis.
Nel complesso gli esercizi commerciali in Guyana francese sono così ripartiti:
- Circa 300 superette di piccole dimensioni (meno di 300 metri quadri);
- 12 superette di grandi dimensioni (fra i 300 e i 400 metri quadri);
- 9 supermercati;
- 2 ipermercati;
- 2 centri commerciali;
- 4 grossisti aperti al pubblico.

Nonostante in Guyana francese non vi sia IVA i prodotti risultano comunque mediamente più cari rispetto alla Francia metropolitana in virtù del fatto che la stragrande maggioranza di essi è d'importazione.

#### Turismo
La Guyana francese è fuori dal circuito del turismo di massa: negli ultimi anni si è cercato d'investire sul potenziale turistico del dipartimento, valorizzando le Îles du Salut e la creazione di aree protette (Parco amazzonico della Guyana francese, Riserva naturale delle paludi di Kaw-Roura) per attrarre l'ecoturismo.

## Infrastrutture e trasporti
Il sistema dei trasporti guianese appare piuttosto arretrato e poco efficiente, concentrandosi nella zona costiera del territorio, mentre i comuni dell'entroterra appaiono mal collegati e sono spesso difficilmente raggiungibili.

### Sistema stradale

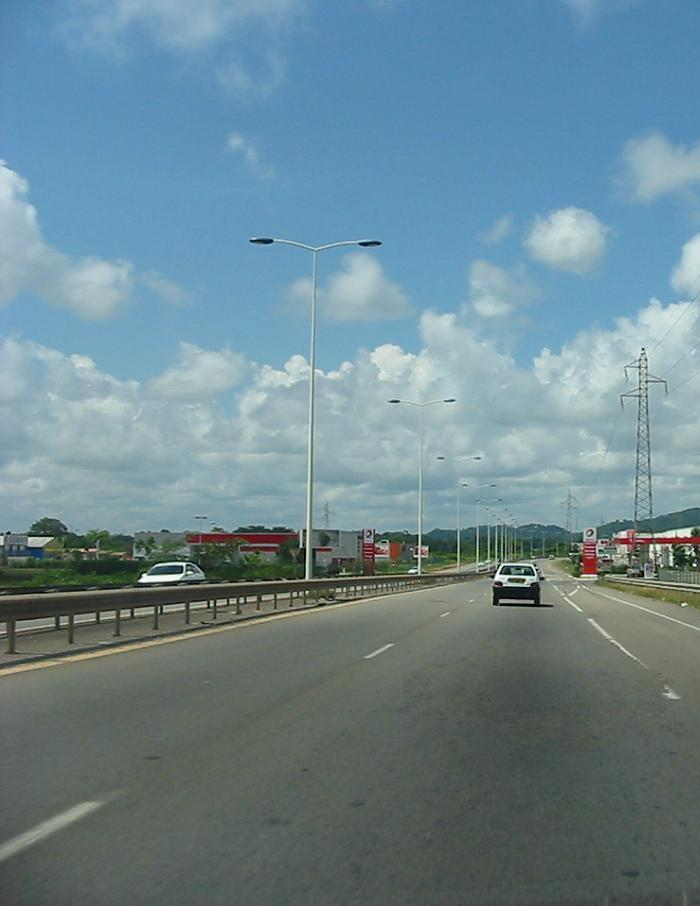
La RN1 a Caienna, fra le rotonde di Maringouins e Balata

In Guyana francese sono presenti circa 2 200 km di strade, che si suddividono in:
- Strade nazionali (440 km), suddivise in RN1, RN2, RN3 e RN4 (le ultime due declassate a strade dipartimentali durante il mandato Raffarin), che collegano fra loro le principali città costiere, formando un corridoio che attraversa la fascia costiera dal confine con il Suriname a quello con il Brasile: la RN1, terminata negli anni novanta, collega Caienna a Saint-Laurent-du-Maroni, attraversando i comuni di Macouria, Kourou, Sinnamary (il tratto di strada fra Kourou e Sinnamary viene denominato familiarmente Route de l'espace, "strada dello spazio") e Iracoubo, mentre la RN2 va da Caienna a Saint-Georges-de-l'Oyapock, dove si continua nella BR-156 tramite il ponte sull'Oyapock di recentissima inaugurazione. Attualmente tutti i fiumi sono attraversati dalle strade per mezzo di ponti anche piuttosto lunghi (per esempio il ponte sul fiume Caienna misura in tutto 1 225 m di lunghezza), mentre fino al 2004 (anno di completamento e dell'inaugurazione del ponte sull'Approuague) per oltrepassare molti fiumi si rendeva necessario l'utilizzo di piroghe e chiatte. Il trasporto sulle strade nazionali subisce restrizioni durante la stagione delle piogge (da 48 a un massimo di 32 tonnellate), mentre la velocità massima (monitorata da postazioni della Gendarmerie nationale a Régina e Iracoubo, preposte inoltre al controllo dell'eventuale flusso di traffici clandestini e di immigrati irregolari) è di 90 km/h;
- Strade dipartimentali (408 km), a loro volta suddivise in strade dipartimentali in ambiente urbano e in ambiente rurale (strade di campagna), atte a servire i villaggi del litorale e per il 90% della loro lunghezza sprovviste d'illuminazione pubblica;
- Strade comunali o piste forestali (1 311 km), nella maggior parte dei casi interdette alla circolazione comune e riservate al passaggio del personale autorizzato (dipendenti di società estrattive o per il taglio del legname autorizzate, guardie forestali): fra le piste maggiormente estese si ricordano la piste Bélizon nel comune di Saül (Guyana Francese) (150 km di lunghezza), la pista Saint-Élie-diga di Petit-Saut (26 km), la piste Coralie (la più antica del dipartimento, nata per raggiungere la miniera Boulanger) e la pista Maripasoula-Papaïchton. Le strade comunali non sono generalmente asfaltate e spesso si sviluppano a partire dalle strade dipartimentali, inoltrandosi nella foresta;

Nonostante esistano numerosi progetti di riqualificazione e asfaltamento di alcune strade (come la già citata piste Bélizon o l'asse Apatou-Maripasoula-Saül), spesso osteggiati dai movimenti ecologisti per la frammentazione ambientale e i problemi alle comunità amerindie e di cimarroni a essi collegati, a tutt'oggi numerosi comuni guianesi (Ouanary, Camopi, Saül, Saint-Élie, Grand-Santi, Papaïchton, Maripasoula, Apatou) sono di fatto sprovvisti di accesso stradale.

### Sistema ferroviario
Attualmente la Guyana francese è sprovvista di un sistema di strade ferrate, fatta eccezione per un piccolo tratto nel Centro spaziale guyanese adibito al trasporto dei componenti: quando il territorio era una colonia penale, esistevano alcuni tratti di ferrovia fatti costruire ai detenuti stessi per collegare i vari bagni fra loro, i cui resti (attualmente in disuso e in massima parte inghiottiti dalla foresta) sono ancora visibili in alcune aree. Fra le linee si ricorda il tratto che da Montsinéry-Tonnegrande raggiungeva il cosiddetto bagne des Annamites, il tratto che da Saint-Élie raggiungeva il campo di lavoro di Saut du Tigre (attualmente sommerso dal lago artificiale creato dalla diga di Petit-Saut) e il tratto Saint-Laurent-du-Maroni-Mana-Saint-Jean-du-Maroni.

### Porti
Il trasporto su barca è piuttosto diffuso in Guyana francese: fra i porti più importanti si annoverano Dégrad-Des-Cannes, situato alla foce del fiume Mahury sul comune di Rémire-Montjoly, attraverso il quale transita la maggior parte delle merci che vengono importate o esportate dal territorio e nel quale è ospitato il distaccamento locale della Marine nationale, e il porto di Larivot, situato a Matoury, nel quale si concentra la flotta peschereccia guyanese. Il porto di Dégrad-Des-Cannes, ultimato nel 1969 per fare fronte all'impossibilità del vecchio porto di Caienna di decongestionare il crescente traffico marittimo, ha tuttavia un pescaggio piuttosto limitato, e spesso le imbarcazioni a maggiore tonnellaggio preferiscono approdare presso le Îles du Salut per sbarcare persone e merci (che vengono poi trasportate sulla terraferma da imbarcazioni di minori dimensioni) per evitare di arenarsi. Il porto di Pariacabo, a Kourou, ospita le imbarcazioni Colibri e Toucan, addette al trasporto dei componenti dei missili Ariane.
I fiumi dell'interno vengono intensamente percorsi tramite piroghe e altre piccole imbarcazioni, che collegano fra loro i villaggi sui fiumi Marowijne, Oyapock e Approuague, spesso non raggiungibili in altro modo; anche il lago creato dalla diga di Petit-Saut viene frequentemente attraversato, sebbene l'attraversamento del corpo d'acqua sia ufficialmente interdetto.
Nel dipartimento vengono considerati navigabili 460 km di ambiente acquatico.

### Aeroporti
La Guyana francese è servita dall'Aeroporto di Caienna-Rochambeau, situato a Matoury: sono presenti inoltre numerose piste d'atterraggio nel dipartimento, situate a Camopi, Maripasoula, Ouanary, Saint-Georges-de-l'Oyapock, Saint-Laurent-du-Maroni e Saül, per un totale di undici centri (quattro asfaltati e sette sterrati).
Dall'aeroporto principale partono due voli giornalieri diretti a Parigi (Aeroporto di Parigi Orly, per una durata media dei voli di circa 8 ore e 25 minuti dalla Guyana alla capitale e di 9 ore e 10 minuti per il percorso inverso), offerti da Air France e Air Caraïbes, oltre ad altri voli per Fort-de-France, Pointe-à-Pitre, Port-au-Prince, Miami e Belém: la compagnia regionale Air Guyane Express offre inoltre voli giornalieri per Maripasoula e Saül, oltre a voli più sporadici (legati essenzialmente alle consegne postali) per Saint-Georges-de-l'Oyapock e Camopi.

### Trasporti pubblici
Esiste un servizio di trasporto pubblico su autobus che copre attualmente esclusivamente il comune di Caienna, è gestito dal SMTC (Syndicat Mixte de Transport en Commun, attualmente cambiato in Régie Communautaire des Transports - RCT) e consta di sette linee.
Per i collegamenti fra le città del litorale (tranne Montsinéry-Tonnegrande) è piuttosto diffuso il metodo dei "taxi collettivi" (Taxis Co), minibus della capienza di una decina di persone che partono non appena raggiunto un certo numero di utenti a bordo. Nel 2010 il consiglio generale ha trovato un accordo con alcuni gestori di questo servizio per renderlo almeno parzialmente pubblico sotto il nome di TIG (Transport Interurbain de la Guyane), con orari di partenza fissi e fermate predefinite.
Sui fiumi maggiori (Marowijne e Oyapock) sono presenti dei servizi di trasporto su piroga (denominati pirogues taxi), diretti sia verso i centri dell'interno sia oltre frontiera (come Albina in Suriname o Oiapoque in Brasile).

## Ambiente
La Guyana francese ospita al proprio interno una delle più importanti ed estese porzioni di foresta amazzonica primaria, che specialmente nelle zone interne del territorio presenta un livello di frammentazione bassissimo e costituisce un importante hotspot di biodiversità. Oltre alla foresta pluviale tropicale, nel dipartimento sono rappresentati anche numerosi altri habitat tropicali: mangroveti costieri, savana, zone umide e monadnock.
Nel dipartimento sono state finora contate 5 500 specie vegetali (fra cui almeno un migliaio di forme arboree), 684 specie di uccelli, oltre 500 specie di pesci (di cui circa il 45% endemiche), 177 specie di mammiferi, 109 specie di anfibi: in totale, nella sola Guyana si concentrano oltre il 98% delle specie di vertebrati e il 96% delle specie di piante dell'intera Francia. Le spiagge della porzione nord-occidentale del dipartimento rappresentano uno dei più importanti siti di nidificazione della tartaruga liuto, mentre le isole du Connétable rappresentano un'importantissima zona di nidificazione di numerose specie di uccelli marini.
La protezione dell'ambiente è affidata a un parco nazionale (il Parco amazzonico della Guyana francese, istituito nel 2007) e a sei riserve naturali: tuttavia la costruzione di strade e dighe, la scarsità di controlli efficienti del bracconaggio e dello sfruttamento delle risorse minerarie e lignee e la pressione demografica sono potenziali minacce per gli ecosistemi guyanesi. Nel 2009 è stata proposta la creazione di un'unica entità preposta al controllo delle politiche di sviluppo e alla conservazione ambientale.

## Cultura
La Guyana francese rappresenta un mosaico culturale fra i coloni francesi, le comunità amerindie, di creolo e di cimarroni e il bagaglio di culture e tradizioni portate dalle numerose etnie giunte sul territorio.

### Edifici
Sono diffuse le abitazioni tradizionali dette case créole.

### Cucina

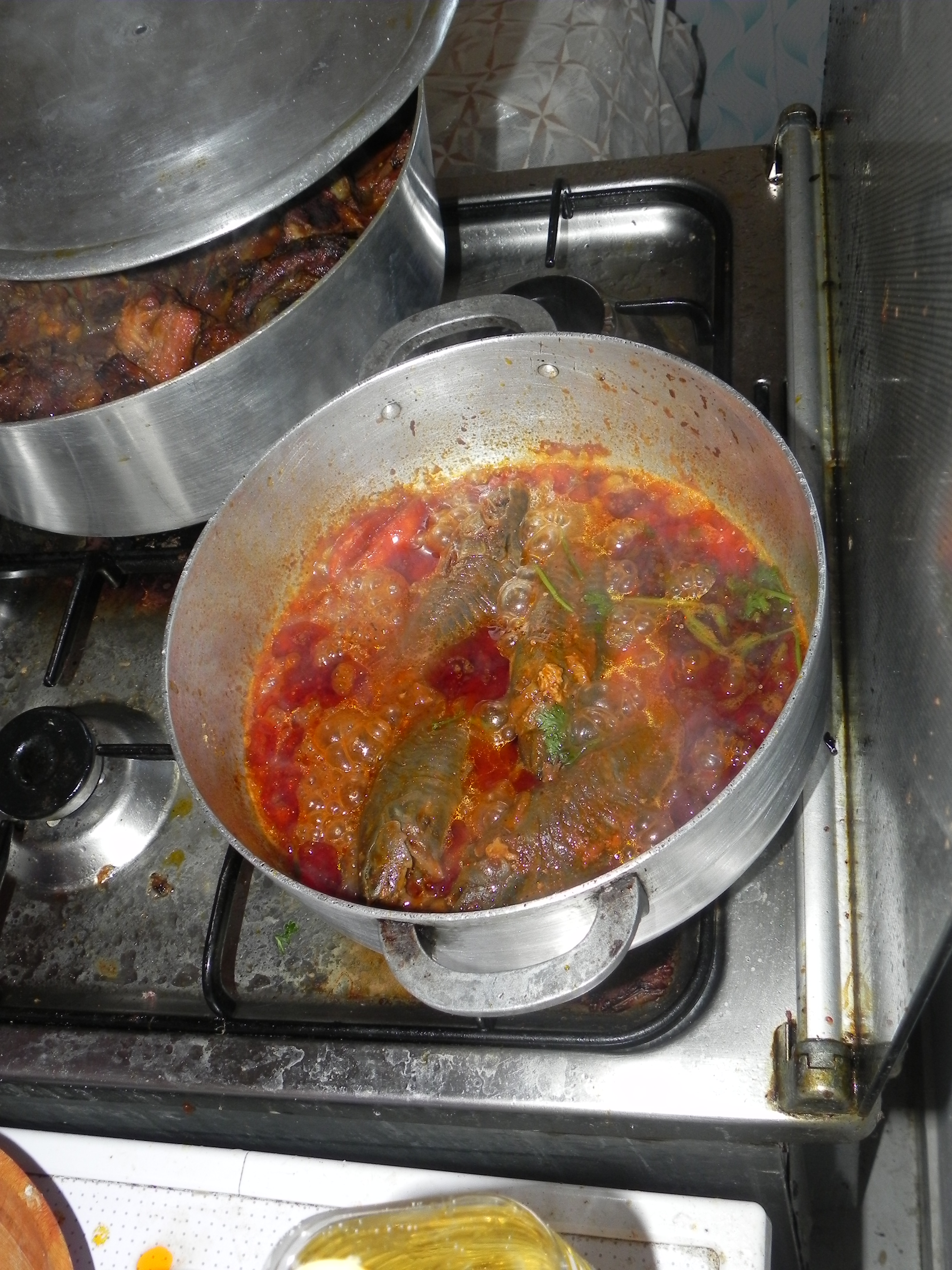
Pimentade di atipa

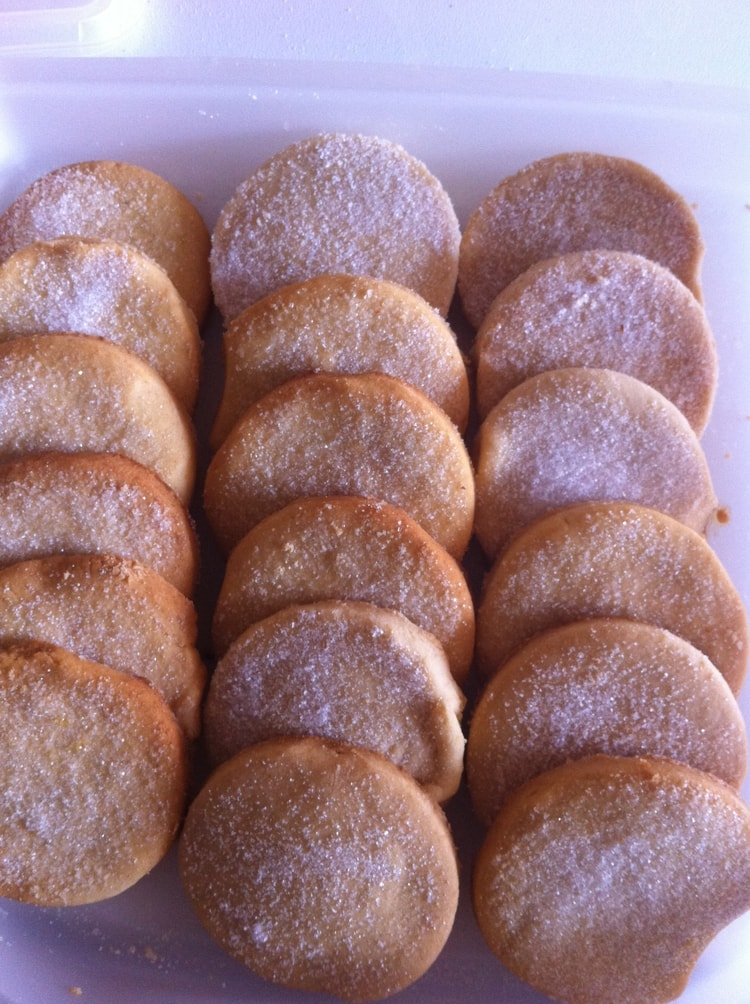
Contessa (torta)

La cucina guianese è influenzata da quelle amerindie, creola e cimarroni: essa è caratterizzata dal largo utilizzo di manioca (sotto forma di couac o cassava), spezie (come il pepe di Caienna), pesce e carne di pollo e maiale, spesso affumicati.
Il piatto creolo per eccellenza è il brodo di awara, uno stufato di carne, verdure e frutti di Astrocaryum vulgare cotto anche per 36 ore e accompagnato generalmente con riso bianco: tradizionalmente servito durante la domenica di Pasqua, secondo la leggenda esso venne preparato per la prima volta da una principessa amerindia il cui amore per un giovane colono veniva osteggiato dai genitori, con i quali essa concordò che, qualora l'amato avesse gradito un piatto nel quale si fossero trovati tutti gli ingredienti tipici della sua terra, allora avrebbe potuto sposarlo. Un proverbio locale recita: Si tu manges du Bouillon d'Awara, en Guyane tu reviendras ("se mangi il brodo di awara, tornerai in Guyana").
Durante il periodo del carnevale, invece, viene consumata la galette des rois.
Altri piatti tipici della cucina creola sono:
- marinade (frittelle di merluzzo);
- boudin créole (sanguinaccio);
- colombo (ragù di carne, legumi e curry);
- foufou (purea di taro);
- giraumonade (purea di zucche della qualità "turbante turco");
- kalawanng (insalata di mango ancora verde);
- pimentade (salsa di pomodoro, spezie e pesce);

Fra le bevande spicca il rum, in particolare quello della marca locale Saint-Maurice, anche aromatizzato con vari tipi di frutta e spezie (in questo caso viene definito rhum arrangé) o sotto forma di Ti'punch.

### Musica
In Guyana francese è molto popolare kasékò, è di origine creola. Altri generi locali sono il bigi pokoe, aléké, awasa, grajé, béliya, débot, kanmougwé, léròl, songhé.

### Carnevale

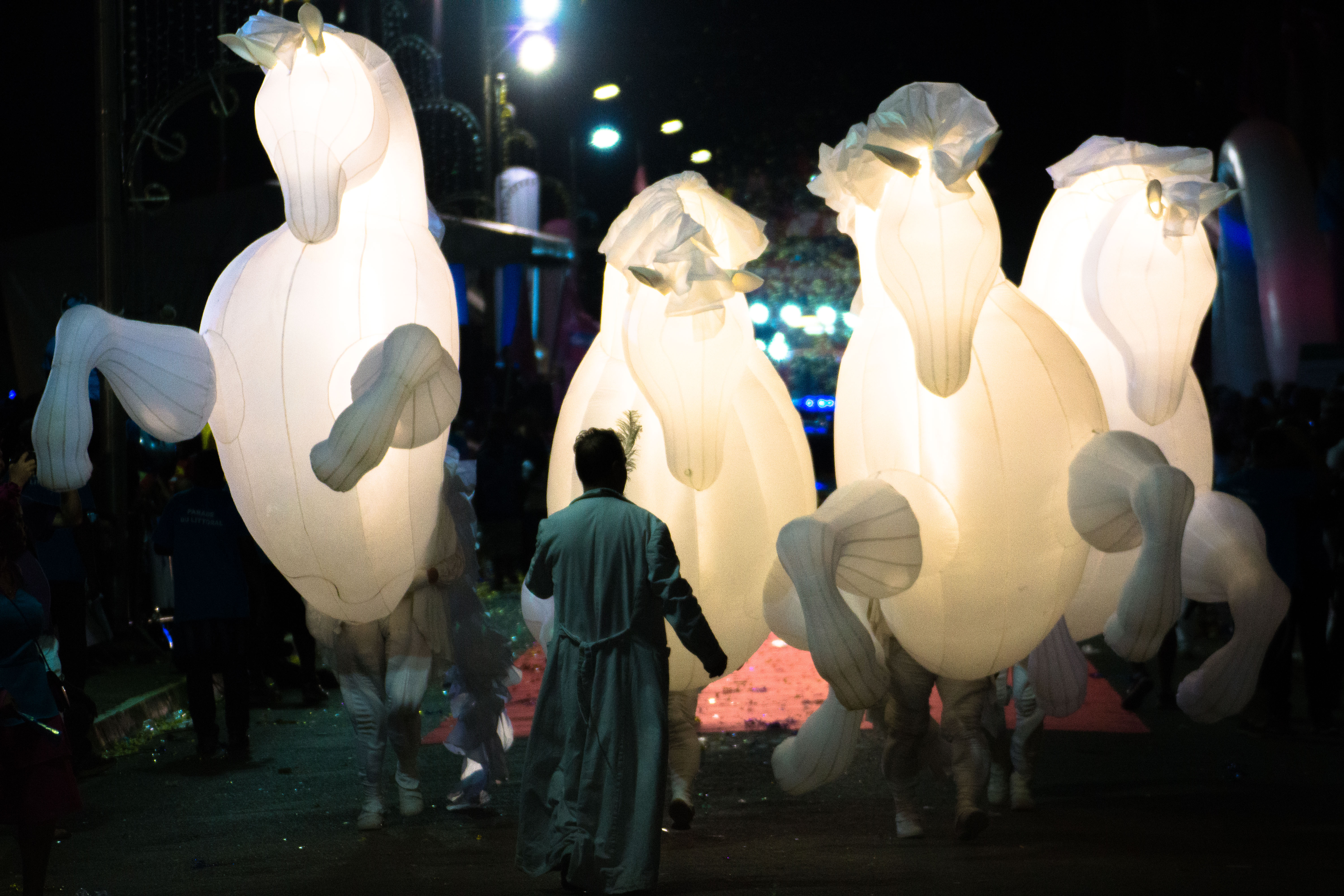
Cavalli d'aria e di luce alla Grande Parade du Littoral, a Kourou

Molto sentito in Guyana francese è il carnevale, che viene celebrato con eventi e sfilate in costume, similmente a quanto avviene in Brasile durante il carnevale di Rio de Janeiro.
Il carnevale guianese dura dall'Epifania al Mercoledì delle ceneri, vedendo però il suo culmine fra il venerdì e il lunedì antecedenti a quest'ultimo, quando avvengono le premiazioni dei gruppi, delle orchestre, dei carri e dei costumi.

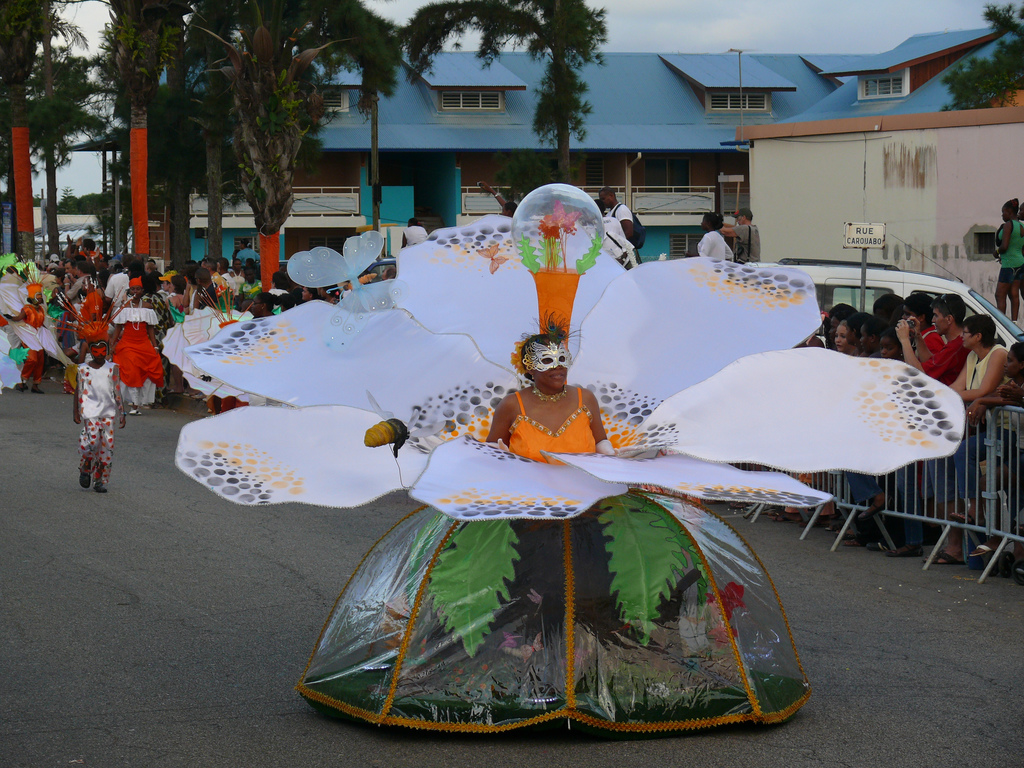
Danzatrice in costume a Kourou

Durante la colonizzazione del territorio i festeggiamenti per il carnevale venivano interdetti agli schiavi, i quali tuttavia spesso festeggiavano clandestinamente la ricorrenza, ricorrendo a canti, balli e travestimenti per celebrare riti propiziatori di origine africana e per prendersi gioco dei bianchi. Attualmente, alle sfilate partecipano anche gruppi provenienti dal Brasile, così come gruppi costituiti da esponenti della comunità orientale.

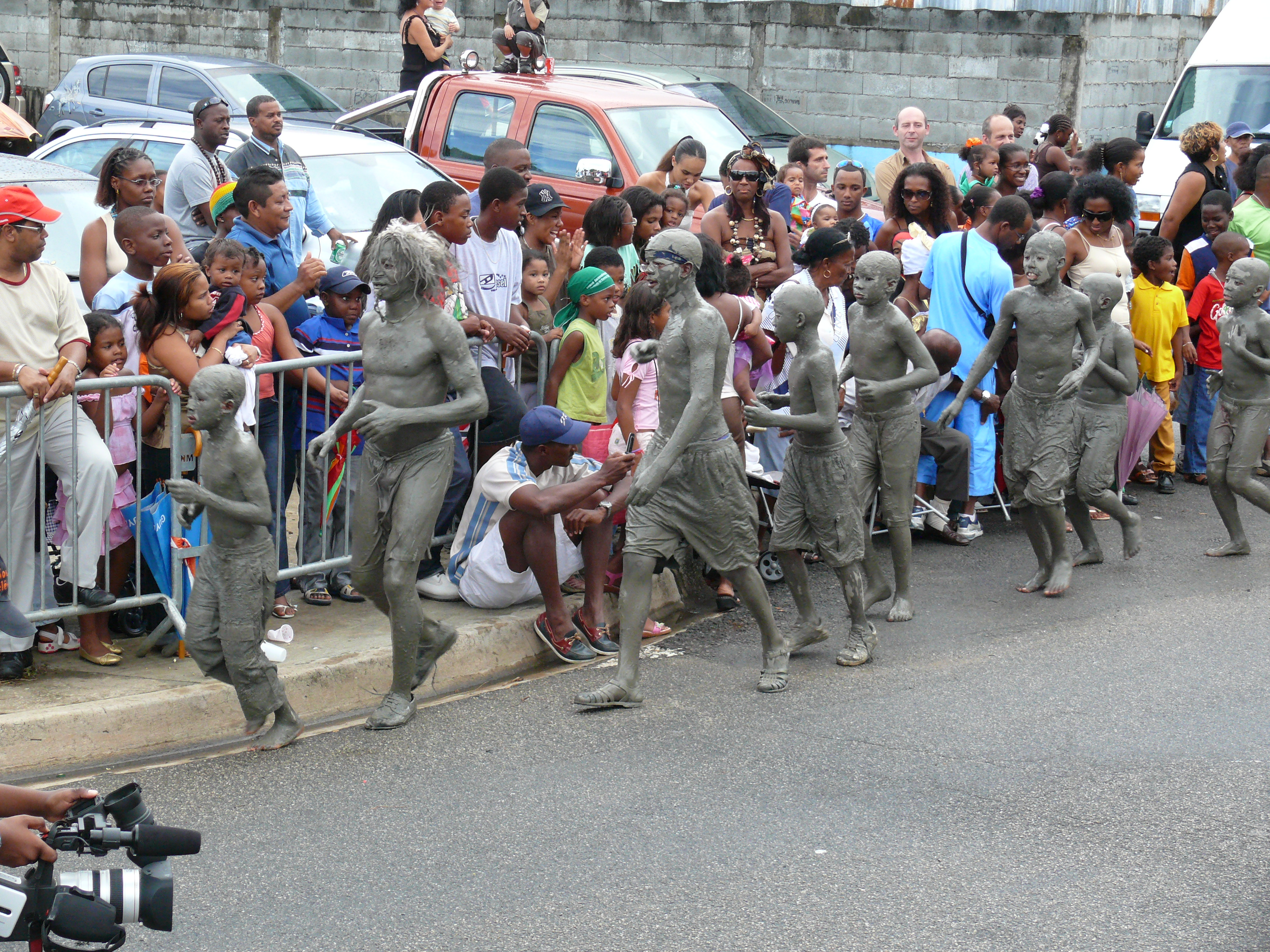
Gruppo di neg'marrons

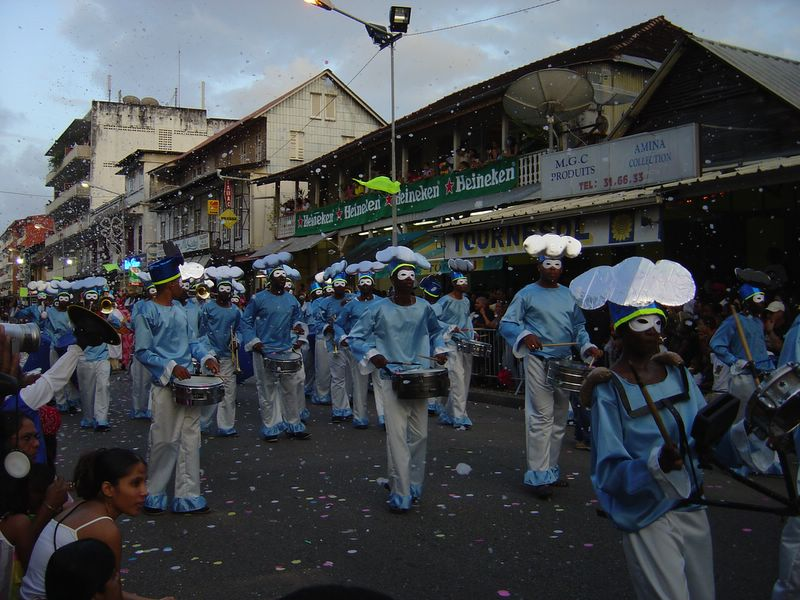
I Blues Stars

Esistono numerose maschere tradizionali, fra le quali si ricordano:
- Re Vaval, il re del carnevale, la cui incoronazione apre i festeggiamenti del carnevale e la cui morte il Mercoledì delle ceneri li chiude;
- Touloulou, la regina del carnevale nonché una delle maschere più rappresentative del carnevale guianese, raffigurante una donna vestita in maniera elegante alla guisa delle dame del XVIII secolo, con sottogonna, passamontagna, maschere più o meno estese e lunghi guanti, dimodoché non sia possibile vedere pelle scoperta. Quando questa maschera invita a danzare, è di malaugurio non accettare[55];
- Nèg maron, rappresentanti gli schiavi fuggiti (cimarroni), cosparsi d'olio e fuliggine, vestiti solo di un perizoma detto kalenmbé e con un tucum in bocca, i quali corrono in gruppo cercando di abbracciare e annerire i passanti;
- Zonbi baréyé, uno zombie;
- Jé farin, rappresentante un panettiere, veste pantaloni, camicia, cappello a punta e maschera, tutto di colore bianco, tradizionalmente gioca con i bambini cercando di cospargerli di farina;
- Bobi, rappresentante un orso, rivestito di vecchi sacchi di iuta e con un laccio alla vita;
- Karolin, una donna vestita con colori sgargianti e numerosi gioielli, che porta suo marito sulle spalle essendo molto gelosa;
- Lanmò, allegoria della morte, completamente vestita di bianco e con larghe maniche o mantelli con i quali cerca di avvolgere i passanti;
- Sousouri, un uomo-pipistrello munito di larghi drappi simboleggianti le ali, ritenuto un personaggio malvagio che cerca di "mordere" le persone similmente a un vampiro;
- Djab Rouj, un diavolo vestito di rosso e di nero, che solitamente compare unicamente al martedì grasso;

Tutte le domeniche, di pomeriggio, fra le strade di Caienna, di Kourou e di Saint-Laurent-du-Maroni hanno luogo sfilate di differenti gruppi che mettono in mostra costumi elaborati e carri decorati, muovendosi a ritmo di musica e percussioni. Fra i gruppi più importanti, si annoverano Kassialata, Caimite, Kalajirou, Piraye, Reno Band, Chiré Ban'n, OsBand, Belles de la Madeleine, Junior City, Wanted, Mayouri Tchô-NèG e Patawa Folia, ai quali si sommano gruppi di origine brasiliana.

#### Ballo in maschera

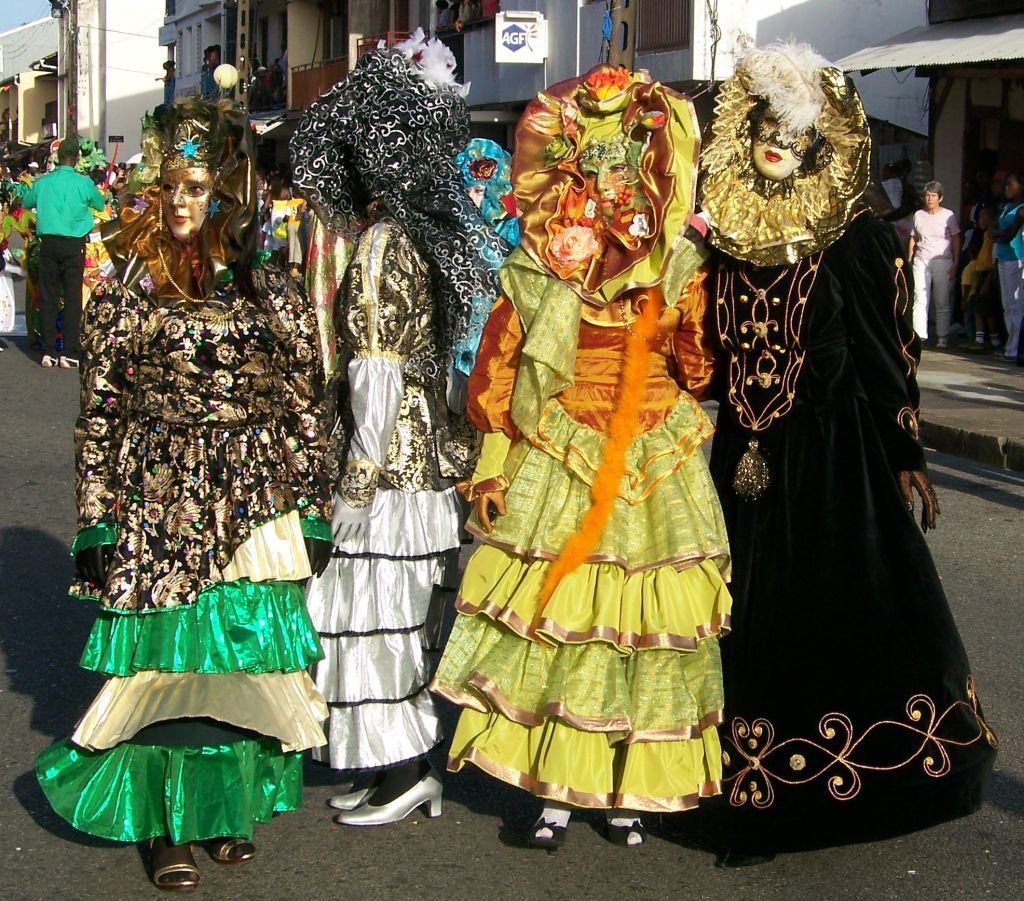
Costumi da Touloulou

Giovedì, venerdì e sabato sera i locali (per l'occasione denominati universités) rimangono aperti fino a tarda ora, consentendo alle persone di riunirsi e di essere invitate a ballare dalle Touloulou. Fra le universités si annoverano Polina, Lido e Kalinana a Matoury, Grand Blanc a Macouria, Nana a Caienna e Matado a Kourou: al loro interno suonano delle orchestre (Mécènes all'université Polina, Blues Stars all'université Nana, Karnivor), che il giorno di carnevale si affrontano fra loro nella sala dell'université Grand Blanc.